# Výstavba Rockefellerova centra
Výstavba komplexu Rockefellerova centra v New Yorku byla koncem dvacátých let 20. století koncipována jako projekt obnovy města, který inicioval John D. Rockefeller mladší s cílem pomoci revitalizovat centrum Manhattanu. Rockefellerovo centrum se nachází v jednom z bývalých areálů Kolumbijské univerzity a je ohraničeno Pátou avenue na východě, Šestou avenue (Avenue of the Americas) na západě, 48. ulicí na jihu a 51. ulicí na severu. Centrum zabírá celkem 8,9 hektarů a nabízí přibližně 1,6 milionu metrů čtverečních kancelářských ploch.
Kolumbijská univerzita (anglicky Columbia University) získala tento pozemek na počátku 19. století, ale na počátku 20. století se přestěhovala do Morningside Heights na horním Manhattanu. Ve 20. letech 20. století byla Pátá avenue v centru Manhattanu nejlepším místem pro výstavbu. V té době hledala Metropolitní opera (zkr. Met) nové místo pro svou operu a architekt Benjamin Wistar Morris se rozhodl pro bývalý areál Kolumbijské univerzity.
Rockefeller se nakonec do projektu zapojil a v roce 1928 si pozemek univerzity pronajal na dobu 87 let. Nájemní smlouva nezahrnovala pozemky podél východní strany Šesté avenue na západ od Rockefellerova pozemku a také jihovýchodní roh pozemku. Jako poradce pro projekt najal firmy Todd, Robertson a Todd a pro operní komplex vybral architektonické kanceláře Corbett, Harrison & MacMurray, Hood, Godley & Fouilhoux a Reinhard & Hofmeister. Met si však nebyla jistá, zda se tam má přestěhovat, a krach na Wall Street v roce 1929 plány ukončil. Rockefeller místo toho zahájil jednání s Radio Corporation of America (zkr. RCA) o vytvoření komplexu masmédií na tomto místě. V lednu 1930 byl zveřejněn nový plán a poté, co Rockefeller získal pronájem pozemků podél Šesté avenue, byla předložena aktualizace plánu. Revize pokračovaly až do března 1931, kdy byl představen současný návrh areálu. Pozdní změna návrhu zahrnovala komplex staveb s mezinárodní tematikou podél Páté avenue.
Všechny stavby v komplexu byly navrženy v architektonickém stylu art deco. Výkopové práce na staveništi začaly v dubnu 1931 a v září téhož roku byla zahájena výstavba prvních budov. První budova byla otevřena v září 1932 a většina komplexu pak byla dokončena do roku 1935. Poslední tři budovy byly postaveny v letech 1936 až 1940, ačkoli Rockefellerovo centrum bylo oficiálně dokončeno 2. listopadu 1939. Stavba zaměstnávala více než 40 000 lidí a byla považována za největší soukromý stavební projekt té doby. Jeho výstavba by stála v roce 2019 ekvivalent 1,5 miliardy dolarů. Od té doby došlo k několika úpravám komplexu. V roce 1947 byla postavena další budova na adrese 75 Rockefeller Plaza a v roce 1952 pak další na adrese 600. Pátá avenue. V 60. a 70. letech 20. století byly podél západní strany Šesté avenue postaveny čtyři věže, což bylo poslední rozšíření Rockefellerova centra. Divadlo Center Theatre z původního komplexu bylo zbouráno v roce 1954.

## Umístění
V roce 1686 byla velká část Manhattanu, včetně oblasti budoucího Rockefellerova centra, zřízena jako "společná půda" města New York. Pozemky zůstaly ve vlastnictví města až do roku 1801, kdy lékař David Hosack, příslušník newyorské elity, koupil pozemek v dnešním Midtownu za 5 000 dolarů, což v roce 2020 odpovídá 78 000 dolarů. Z hlediska současné uliční sítě byl Hosackův pozemek ohraničen 47. ulicí na jihu, 51. ulicí na severu a Pátou avenue na východě, zatímco západní hranice vedla mírně na východ od Šesté avenue (známé také jako Avenue of the Americas). V té době byl pozemek málo obydlený a tvořil ho převážně les. V roce 1804 otevřel Hosack na tomto místě Elginskou botanickou zahradu, první veřejnou botanickou zahradu v zemi. Zahrada fungovala až do roku 1811, kdy Hosack dal pozemek na prodej za 100 000 dolarů (v roce 2020 to odpovídá 1 555 000 USD). Protože nikdo nebyl ochoten pozemek koupit, zákonodárný sbor státu New York nakonec pozemek odkoupil za 75 000 dolarů (v přepočtu 1 167 000 USD v roce 2020).
V roce 1814 hledali správci Kolumbijské univerzity (tehdy Columbia College) finanční prostředky u státního zákonodárného sboru, když ten místo toho nečekaně daroval právě Hosackovy bývalé pozemky univerzitě. Zahrady se staly součástí Upper Estate (na rozdíl od Lower Estate na dolním Manhattanu) Kolumbijské univerzity pod podmínkou, že do roku 1827 do něj univerzita přestěhuje celý svůj kampus. Přestože požadavek na přestěhování byl v roce 1819 zrušen, správci univerzity nepovažovali pozemek za „atraktivní nebo užitečný dar“, a tak kolej nechala zahrady chátrat. Oblast se začala rozvíjet až ve 30. letech 19. století a hodnota pozemku se významně zvýšila až koncem 50. let 19. století, kdy byla poblíž postavena katedrála svatého Patrika, což podnítilo vlnu rozvoje oblasti. Ironií osudu byla katedrála postavena na tomto místě proto, že byla obrácena k zahradám Upper Estate. V roce 1860 se na Upper Estate nacházely čtyři řadové domy pod 49. ulicí a také dřevěná budova naproti katedrále. Okolí bylo málo zastavěné, na východě se nacházelo hrnčířské pole a železniční trať z Grand Central Depot.
V roce 1856 postavila Kolumbijská univerzita poblíž svého Upper Estate nový kampus, přičemž na zaplacení stavby prodala pozemek na Páté avenue a 48. ulici kongregaci svatého Mikuláše. Krátce poté zavedla výšková omezení, která znemožňovala stavět na jejím pozemku jakékoli vyšší budovy, například bytové domy nebo obchodní a průmyslové budovy. V okolních ulicích vyrostly úzké hnědé domy a drahá sídla "Vanderbilt Colony" a oblast se stala synonymem bohatství. Do roku 1879 stály brownstony na každém z 203 pozemků v Upper Estate, které všechny patřily univerzitě.
Výstavba nadzemní dráhy na Šesté avenue v 70. letech 19. století usnadnila přístup do obchodních a průmyslových oblastí v jiných částech Manhattanu. Linka však také drasticky snížila hodnotu nemovitostí, protože vyvýšená konstrukce bránila ve výhledu z přilehlých nemovitostí a protože vlaky na konstrukci způsobovaly hluk. Kolumbijská v roce 1904 prodala nejjižnější blok svého pozemku v Midtownu a 3 miliony dolarů z prodeje (v přepočtu 68,5 milionu dolarů v roce 2019) použila na zaplacení nově nabytých pozemků v Morningside Heights ještě dále v centru města, které měly nahradit její dolní komplex. Současně byly nízké domy podél Páté avenue nahrazovány vyšší komerční zástavbou, k čemuž přispělo i rozšíření avenue v letech 1909 až 1914. Univerzita také přestala prosazovat své výškové omezení, což americký spisovatel Daniel Okrent popisuje jako taktickou chybu vysoké školy, protože vlna zástavby podél Páté avenue způsobila, že se pro takovou přestavbu uvolnilo Upper Estate. Vzhledem k tomu, že nájemní smlouvy na řadové domy Upper Estate mohly vypršet bez prodloužení, byl univerzitní poradce pro nemovitosti John Tonnele pověřen úkolem najít vhodné nájemce, kteří by univerzitě přinesli větší zisk, než jaký v současnosti platili obyvatelé řadových domů.

## Rané plány

### Nová Metropolitní opera

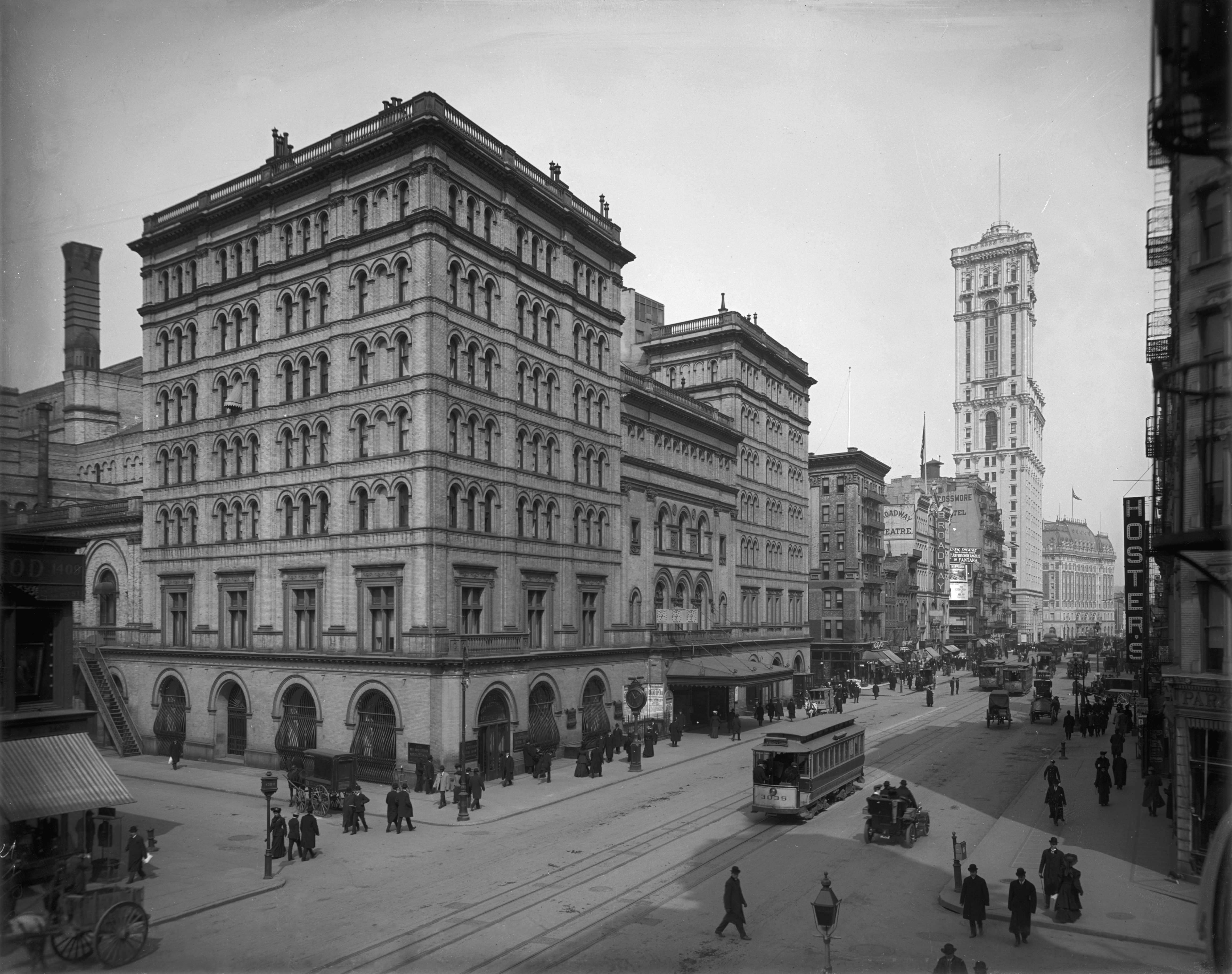
Rockefellerovo centrum vzniklo jako plán nahradit budovu Staré metropolitní opery (na obrázku).

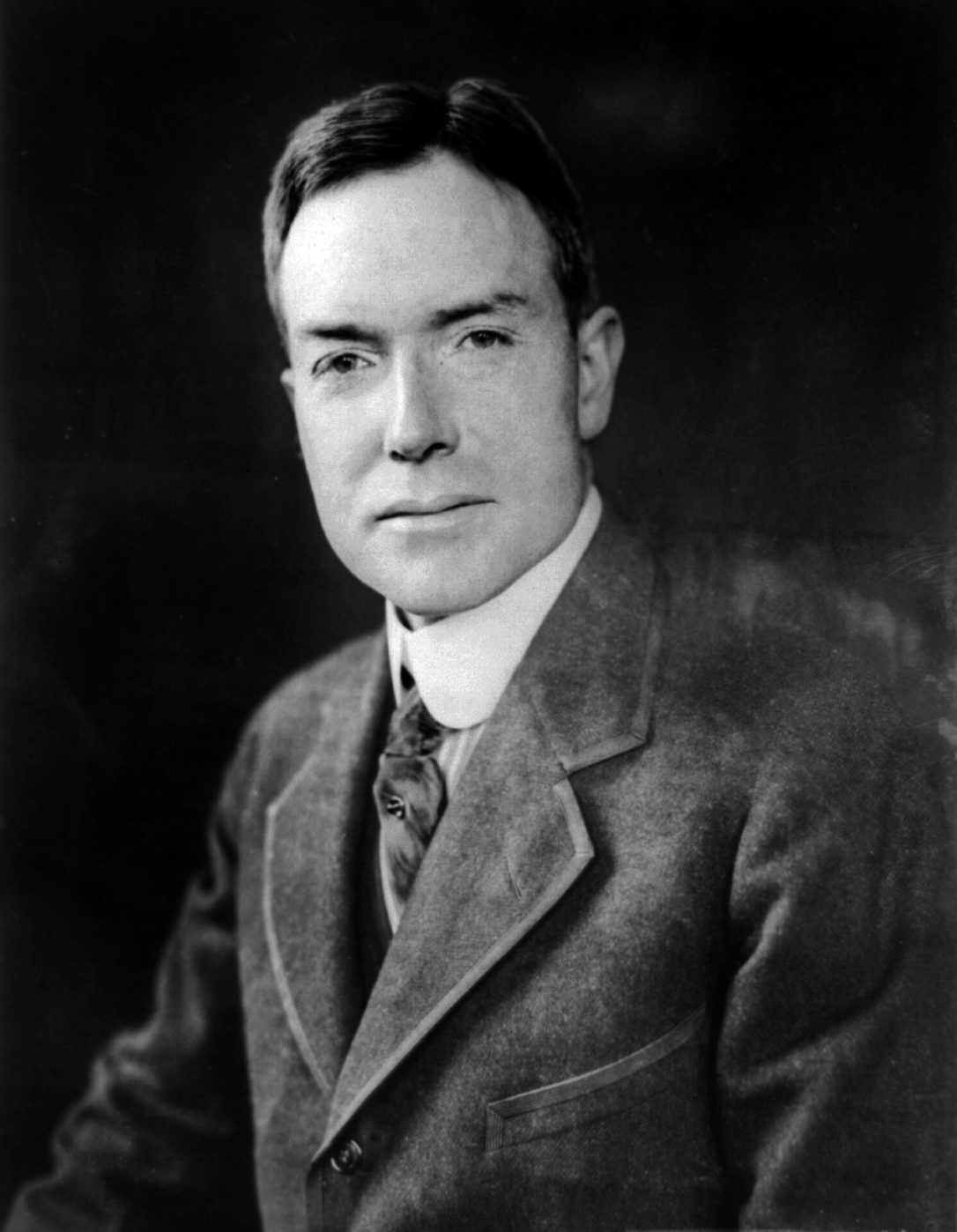
John D. Rockefeller Jr., který projekt Met financoval.

V roce 1926 začala Metropolitní opera (Met) hledat místo pro stavbu nové opery, která by nahradila stávající budovu na 39. ulici a Broadwayi. Nejednalo se o novou snahu, neboť Otto Kahn, prezident Met, usiloval o výstavbu nové operní budovy již od svého nástupu do funkce v roce 1908. Met však sama neměla peníze na financování nového objektu a Kahnovy snahy získat finanční prostředky od R. Fultona Cuttinga, bohatého a vlivného prezidenta Cooper Union, byly neúspěšné. Cutting však návrh nové budovy z roku 1926 podpořil, stejně jako William Kissam Vanderbilt. V polovině roku 1927 Kahn najal architekta Benjamina Wistara Morrise a designéra Josepha Urbana, aby vypracovali návrhy opery. Vytvořili tři návrhy, z nichž všechny Met odmítla.
Kahn chtěl, aby se budova opery nacházela na relativně levném pozemku v blízkosti rušné divadelní a obchodní čtvrti s dopravní dostupností. V lednu 1928 se Tonnele obrátil na Cuttinga a navrhl mu Upper Estate jako možné místo pro Met. Cutting o Tonneleho nápadu řekl Morrisovi, který se domníval, že pozemky univerzity v Midtownu jsou pro novou operu ideální. Počátkem roku 1928 Morris vytvořil plány operního domu a okolního obchodního komplexu v Upper Estate. Nová budova však byla příliš nákladná na to, aby ji Metropolitní opera financovala sama, a potřebovala nadaci. Dne 21. května 1928 Morris představil projekt na večeři pro potenciální investory, na níž byla hostem poradkyně Rockefellerovy rodiny pro vztahy s veřejností Ivy Leeová. Leeová později o návrhu informovala svého šéfa Johna D. Rockefellera mladšího, který o něj projevil zájem. Rockefeller chtěl lokalitu před investicí vážně zvážit a nechtěl celý projekt financovat sám. V srpnu 1928 se proto Rockefeller obrátil na několik firem se žádostí o radu. Nakonec Rockefeller najal společnost Todd, Robertson and Todd Engineering Corporation jako poradce pro projektování, aby zjistil životaschopnost projektu, přičemž jeden ze společníků této firmy, John R. Todd, měl být hlavním stavitelem a řídícím zástupcem projektu. Todd předložil v září 1928 plán pro stavbu opery, v němž navrhl postavit kolem nové opery kancelářské budovy, obchodní domy, bytové domy a hotely.
V červnu 1928 se s Kahnem sešel Charles O. Heydt, jeden z Rockefellerových obchodních partnerů, aby s ním projednal plánovanou stavbu opery. Po této schůzce Heydt na Rockefellerovu žádost zakoupil pozemek severně od navrhovaného místa pro operu, ale z jiného důvodu: Rockefeller se obával, že mnoho památek jeho dětství, které se v této oblasti nacházely, bude zbouráno vlnou výstavby ve 20. letech 20. století. Spisovatel Okrent uvádí, že Rockefellerovo získání pozemku mohlo být spíše kvůli rodinnému jménu než kvůli samotnému návrhu Met, protože Rockefeller se nikdy nezmínil o podrobnostech návrhu ve své každodenní komunikaci se svým otcem Johnem D. Rockefellerem starším.
V polovině roku 1928 byli Met a Rockefeller jmenováni jako potenciální kupci pozemku Kolumbijské univerzity. Koncem roku 1928 byla dohodnuta nájemní smlouva, která byla podepsána 31. prosince téhož roku. Kolumbijská pronajala pozemek Rockefellerovi na 87 let za cenu přes 3 miliony dolarů ročně (což v roce 2019 odpovídá 35,8 milionu dolarů), čímž umožnila, aby všechny stávající nájemní smlouvy na pozemek vypršely do listopadu 1931 a Rockefeller je mohl odkoupit. Rockefeller by platil 3,6 milionu dolarů ročně (což odpovídá 43 milionům dolarů v roce 2019). Na oplátku by měl nárok na výnosy z nemovitostí, které v té době činily přibližně 300 000 dolarů ročně (což odpovídá 3,6 milionu dolarů v roce 2019). Jednalo se o 27letý pronájem areálu od Kolumbijské s možností tří prodloužení na 21 let, takže pronájem teoreticky mohl trvat až do roku 2015. (Nájemní smlouva byla prodloužena v letech 1953 a 1973 a v roce 1985 univerzita prodala pozemek společnosti Rockefeller Center Inc.) Kromě toho se Rockefeller mohl vyhnout jakémukoli zvýšení nájemného po dobu pětačtyřiceti let, upraveného o inflaci. Nájemní smlouva nezahrnovala 100 stop (30 m) široký pás pozemku hraničící s Šestou avenue na západní straně pozemku, stejně jako pozemek kostela svatého Mikuláše na Páté avenue mezi 48. a 49. ulicí, a proto byly z plánů vyňaty. Současně s podpisem nájemní smlouvy byla vytvořena společnost Metropolitan Square Corporation, která měla dohlížet na výstavbu.

### Architekti
V říjnu 1928, ještě před dokončením pronájmu, začal Rockefeller žádat o doporučení architektů. Koncem roku Rockefeller uspořádal "sympozium" architektonických firem, aby mohl získat plány nového komplexu. Pozval sedm firem, z nichž šest se specializovalo na architekturu ve stylu Beaux-Arts, a požádal známé beaux-Arts architekty Johna Russella Popea, Casse Gilberta a Miltona B. Medaryho, aby návrhy posoudili. Rockefeller požadoval, aby všechny plány byly předloženy do února 1929, a plány byly předloženy v květnu téhož roku. Všechny návrhy počítaly s pronajímatelnou plochou 4 až 5 milionů čtverečních stop (370 000 až 460 000 m²), ale tyto plány byly natolik výstřední, že je správní rada všechny zamítla. Morris byl prozatím ponechán ve funkci, dokud se nenajde vhodnější architekt. Koncem roku 1928 byl však Morris propuštěn bez nároku na mzdu. Nakonec mu bylo za jeho podíl na projektu vyplaceno 50 000 dolarů a mnoho jeho nápadů bylo zahrnuto do konečného návrhu.
Rockefeller si ponechal Robertsona a Todda jako developery navrhovaného areálu opery; v důsledku toho Todd odstoupil z představenstva společnosti Metropolitan Square Corporation. V říjnu 1929  pověřil Todd navrhováním budov společnosti Corbett, Harrison & MacMurray; Hood, Godley & Fouilhoux; a Reinhard & Hofmeister. Pracovali pod hlavičkou "Associated Architects", takže žádnou z budov nebylo možné přiřadit konkrétní firmě. Hlavním architektem a předním členem sdružení Associated Architects byl Raymond Hood, který se stal nezapomenutelným díky svým kreativním návrhům. Hood a Harvey Wiley Corbett byli najati jako konzultanti. Do týmu patřil také Wallace Harrison, který se později stal hlavním architektem rodiny a poradcem syna Johna Rockefellera mladšího – Nelsona. Hood, Morris a Corbett byli konzultanty pro "architektonický styl a seskupení", ačkoli Morris byl právě propuštěn. Todd si také najal L. Andrewa Reinharda a Henryho Hofmeistera jako architekty pro pronájem nebo nájemce, kteří měli navrhnout půdorysy komplexu a kteří byli známí jako nejpragmatičtější ze sdružených architektů. Hood, Corbett, Harrison, Reinhard a Hofmeister byli obecně považováni za hlavní architekty. Ti většinou komunikovali spíše s Toddem, Robertsonem a Toddem než se samotným Rockefellerem.
Hugh Ferriss a John Wenrich byli najati jako "architektoničtí renderéři", aby na základě plánů sdružených architektů vytvořili výkresy navrhovaných budov. René Paul Chambellan byl pověřen sochařským ztvárněním modelů budov a později měl také vytvořit některé výtvarné prvky pro centrum.

### Původní plán a neúspěch
Metropolitní opera se zdráhala zavázat k výstavbě a odmítala převzít stávající nájemní smlouvy na pozemek, dokud si nebude jistá, že na to má dostatek peněz. V lednu 1929 Cutting neúspěšně požádal Rockefellera o pomoc při odkupu nájemních smluv. Protože Met by neměla žádné prostředky, dokud by v dubnu neprodala svou stávající budovu, navrhl Heydt, aby nájemní smlouvy místo toho koupila Metropolitan Square Corporation pro případ, že by Met nakonec neměla peníze na přestěhování. Met se domnívala, že náklady na novou operní budovu by značně převýšily potenciální zisky. Chtěli prodat svůj stávající objekt a přestěhovat se do navrhované nové opery do roku 1931, což znamenalo, že všechny stávající nájemní smlouvy by musely být vyřešeny do května 1930. V opačném případě by novou operu nebylo možné zastavit a Kolumbijská by získala pozemky zpět do svého vlastnictví, což by bylo nevýhodné jak pro Met, tak pro Rockefellera.
V srpnu 1929 vytvořil Rockefeller holdingovou společnost, která měla odkoupit pruh pozemku na Šesté avenue, který ještě neměl pronajatý, aby mohl na tomto místě postavit větší budovu a maximalizovat své zisky. Společnost se jmenovala Underel Holding Corporation, protože dotyčný pozemek se nacházel pod nadzemní dráhou na Šesté avenue.
V říjnu 1929 Todd oznámil nový návrh, který se od původního Morrisova plánu značně lišil. Todd navrhl, aby se tři bloky pozemku dále rozdělily na osm parcel a uprostřed prostředního bloku vznikla „Opera Plaza“. Komplex by obsahoval budovu Metropolitní opery, obchodní zónu se dvěma pětadvacetipatrovými budovami, obchodní domy, dva bytové domy a dva hotely, z nichž jeden by měl 37 a druhý 35 pater. Opera Metropolitní opery by se nacházela v centrálním bloku mezi 49. a 50. ulicí východně od Šesté avenue. Obchodní centrum by bylo postaveno kolem budovy opery nebo západně od ní. Podle jedné zprávy deníku New York Times by obchody v budově Metropolitní opery byly uspořádány podobně jako obchodní centrum v anglickém městě Chester.
Hlavní překážkou tohoto plánu byla neochota Metropolitní opery zavázat se k výstavbě tím, že odkoupí nájemní smlouvy od stávajících nájemců a předá je Kolumbijské univerzity. Rockefellerovi hrozilo, že v případě pronájmu nové operní budovy přijde o 100 000 dolarů ročně (což v roce 2019 odpovídá 1,2 milionu dolarů). Todd namítal, že opera by byla pro čtvrť spíše zkázou než přínosem, protože by byla většinu času zavřená. Po krachu na burze v roce 1929 byly tyto obavy na místě: opera si již nemohla dovolit stěhování. Met místo toho navrhla Rockefellerovi, aby financoval jejich stěhování koupí polovičního podílu na staré budově opery a pozemcích pod ní, což odmítl. Dne 6. prosince 1929 byly plány na novou operní budovu zcela opuštěny.

## Nové plány

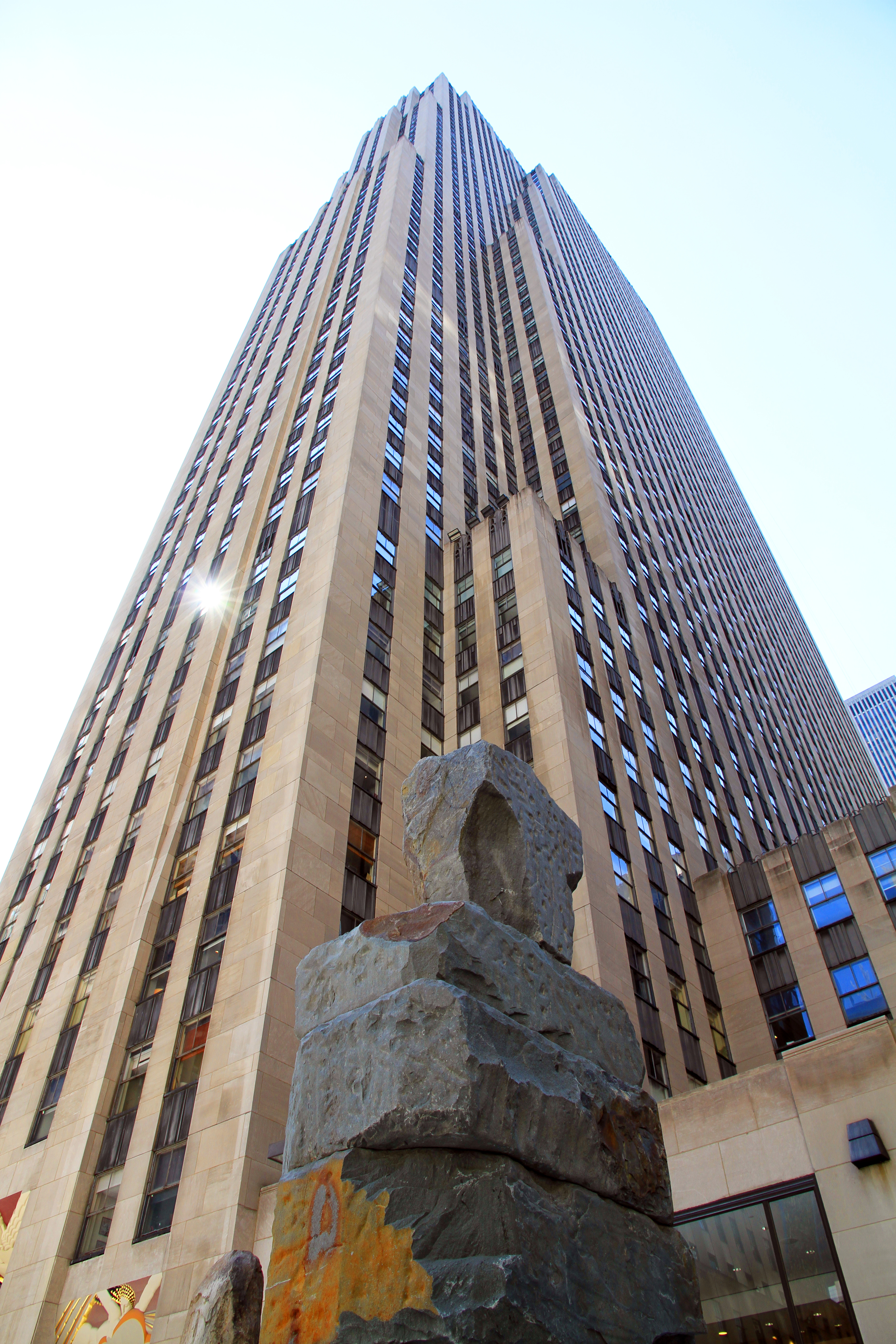
Bývalá budova RCA na adrese 30 Rockefeller Plaza

Vzhledem k tomu, že nájemní smlouva stále platila, musel Rockefeller rychle vymyslet nové plány, aby se tříblokový areál univerzity stal ziskovým. Hood přišel s nápadem jednat s Radio Corporation of America (RCA) a jejími dceřinými společnostmi National Broadcasting Company (NBC) a Radio-Keith-Orpheum (RKO) o vybudování mediállního zábavního komplexu pro na tomto místě. Toho bylo možné dosáhnout, protože Wallace Harrison byl dobrým přítelem Juliana Streeta, reportéra deníku Chicago Tribune, jehož prastrýc manželky Edward Harden byl členem správní rady RCA. Na Hoodovu žádost si Harrison domluvil schůzku u oběda, aby Streetovi o návrhu masmediálního komplexu řekl. Harden na oplátku popsal nápad zakladateli RCA Owenu D. Youngovi, který byl návrhu nakloněn. Ukázalo se, že Young, dlouholetý Rockefellerův přítel, uvažoval o výstavbě "Radio City" pro RCA již několik let, a to i v době, kdy společnost již připravovala výstavbu nové budovy na Lexington Avenue. Rockefeller později prohlásil: „Bylo mi jasné, že mám k dispozici jen dvě možnosti. Jednou z nich bylo od celého vývoje upustit. Druhou bylo pokračovat v něm s jistým vědomím, že jej budu muset postavit a financovat sám.“
V lednu 1930 pověřil Rockefeller Raymonda Fosdicka, budoucího šéfa Rockefellerovy nadace, aby naplánoval schůzku s Youngem. Zakladatel RCA byl projektem nadšený a vyjádřil svou vizi komplexu, který by podle Daniela Okrenta obsahoval „operu, koncertní sál, Shakespearovo divadlo - a vysílací studia i kancelářské prostory pro RCA a její přidružené společnosti“. Prezident RCA David Sarnoff se do jednání zapojil počátkem roku 1930. Sarnoff si okamžitě uvědomil, že Radio City může ovlivnit rodící se televizní a rozhlasový průmysl. Do května se RCA a její přidružené společnosti dohodly s manažery Rockefellerova centra. RCA by si pronajala 1 milion čtverečních stop (93 000 m²) studiových prostor, získala by práva na pojmenování největší věže v komplexu a vybudovala by čtyři divadla za cenu 4,25 milionu dolarů ročně (což v roce 2019 odpovídá 52,6 milionu dolarů). NBC v rámci dohody získala exkluzivní vysílací práva v Rockefellerově centru.

### Návrhy mediálního komplexu RCA
V lednu Todd zveřejnil nový plán nazvaný G-3. Stejně jako předchozí návrh Metropolitní opery i tento plán rozdělil komplex do osmi bloků s náměstím uprostřed středového bloku. Byl podobný jeho plánu pro Met z října 1929 s jednou zásadní změnou: operní dům byl nahrazen padesátipatrovou budovou. Padesátipatrová věž byla zařazena proto, že její větší podlahová plocha by zajistila velké zisky, a její umístění v centru bylo zvoleno proto, že Todd věřil, že střed komplexu je příliš cenný na to, aby se jím plýtvalo na nízké budovy. Plány na novou budovu Metropolitní opery na tomto místě se stále připravovaly, včetně jednoho návrhu umístit nad objekt opery kancelářskou budovu. To však bylo považováno za stále méně pravděpodobné vzhledem k neochotě Metropolitní opery se do komplexu přestěhovat. Krátce se uvažovalo o vytvoření silnic, které by komplex diagonálně protínaly, ale od návrhu se upustilo, protože zahrnoval vyřazení městských ulic z provozu, což bylo možné provést pouze po dlouhých jednáních s představiteli města. Plán G-3 byl v únoru představen manažerům společnosti Metropolitan Square Corporation. Todd se tehdy domníval, že plán G-3 je nejreálnějším návrhem pro tento komplex.
Další plán nazvaný H-1 byl odhalen v březnu 1930 poté, co společnost Underel Corporation získala pozemky v blízkosti Šesté avenue. Nájemní smlouvy na nově získané pozemky obsahovaly konkrétní ustanovení o tom, jak mají být využity. Podle tohoto nového návrhu zde mělo být zařízení pro „televizi, hudbu, rozhlas, mluvené obrazy a divadelní hry“. Společnost RCA plánovala postavit divadla na severním a jižním bloku v blízkosti Šesté avenue a nad divadly na straně přivrácené k Šesté avenue měly být kancelářské budovy. Vchody do divadel by byly postaveny na západě podél Šesté avenue a hlediště by se nacházela na východě, protože městské stavební předpisy zakazovaly stavět budovy nad hledišti divadel. V tomto plánu byl zrušen pruh pro zásobování, protože byl považován za zbytečný: do divadel by vjíždělo zásobování pouze příležitostně. Komplex by také obsahoval tři vysoké budovy uprostřed každého bloku, včetně 60patrové budovy v centrálním bloku pro RCA (současná 30 Rockefeller Plaza). Todd navrhl, aby tato velká věž byla umístěna na Šesté avenue, protože Sixth Avenue Elevated by snížila hodnotu všech ostatních nemovitostí na západním konci komplexu. Na Páté avenue by stála krátká oválná obchodní budova, jejíž nejvyšší patra by obsadily kanceláře Chase National Bank. Mezi oválnou budovou a budovou RCA by bylo náměstí a na vrcholu první z nich by byla restaurace. V podzemí by byl vybudován transkontinentální autobusový terminál, který by přilákal nájemce, kteří by si jinak mohli pronajmout prostory v blízkosti Penn Station nebo Grand Central.
Plán H-1 byl schválen v červnu 1930. V polovině měsíce oznámil deník The New York Times plány na projekt "Radio City" mezi 48. ulicí, 51. ulicí, Pátou avenue a Šestou avenue. Byly zveřejněny další podrobnosti: například předpokládané náklady na tři mrakodrapy ve výši 200 milionů dolarů (což v roce 2019 odpovídá 2,47 miliardy dolarů). Aby se vytvořil prostor pro náměstí, měly by být 49. a 50. ulice překryty, vzniknout by měly nadzemní i podzemní parkovací domy a okolní ulice by se rozšířily, aby se do nich vešel hustý provoz. Vznikla by také čtyři divadla: dvě malá divadla pro televizi, komedie a činohru, jedno větší pro filmy a další, ještě větší, pro vaudeville. Podle plánu by se ještě v tomto roce začalo s demolicí stávajících objektů a komplex by byl dokončen v roce 1933. Tento plán nebyl před oznámením zveřejněn široké veřejnosti a dokonce i John Rockefeller Jr. byl překvapen odhadem nákladů ve výši 350 milionů dolarů (v roce 2019 odpovídá 4,33 miliardy dolarů), protože soukromý projekt takového rozsahu neměl obdoby.
Protože Rockefeller investoval velké částky peněz na burze, jeho majetek se v důsledku burzovního krachu v roce 1929 prudce snížil. V září 1930 začali Rockefeller a Todd hledat finanční prostředky na výstavbu budov a v listopadu získali předběžnou dohodu o financování s pojišťovnou Metropolitan Life Insurance Company. V březnu 1931 byla tato dohoda oficiálně uzavřena a Metropolitan Life se zavázala půjčit Rockefeller Center Development Corporation 65 milionů dolarů (v roce 2019 ekvivalent 800 milionů dolarů). Prezident Metropolitan Life Frederick H. Ecker poskytl peníze za dvou podmínek: že žádný jiný subjekt neposkytne komplexu půjčku a že Rockefeller půjčku spolupodepíše, takže bude zodpovědný za její splacení v případě, že developerská korporace nebude splácet. Rockefeller hradil průběžné výdaje z prodeje akcií ropné společnosti. Podle jiných odhadů činily náklady na Radio City 120 milionů dolarů (což odpovídá 1,48 miliardy dolarů v roce 2019) na základě plánu H-16, zveřejněného v srpnu 1930, nebo 116,3 milionu dolarů (což odpovídá 1,44 miliardy dolarů v roce 2019) na základě plánu F-18, zveřejněného v listopadu 1930.

#### Vlivy na design

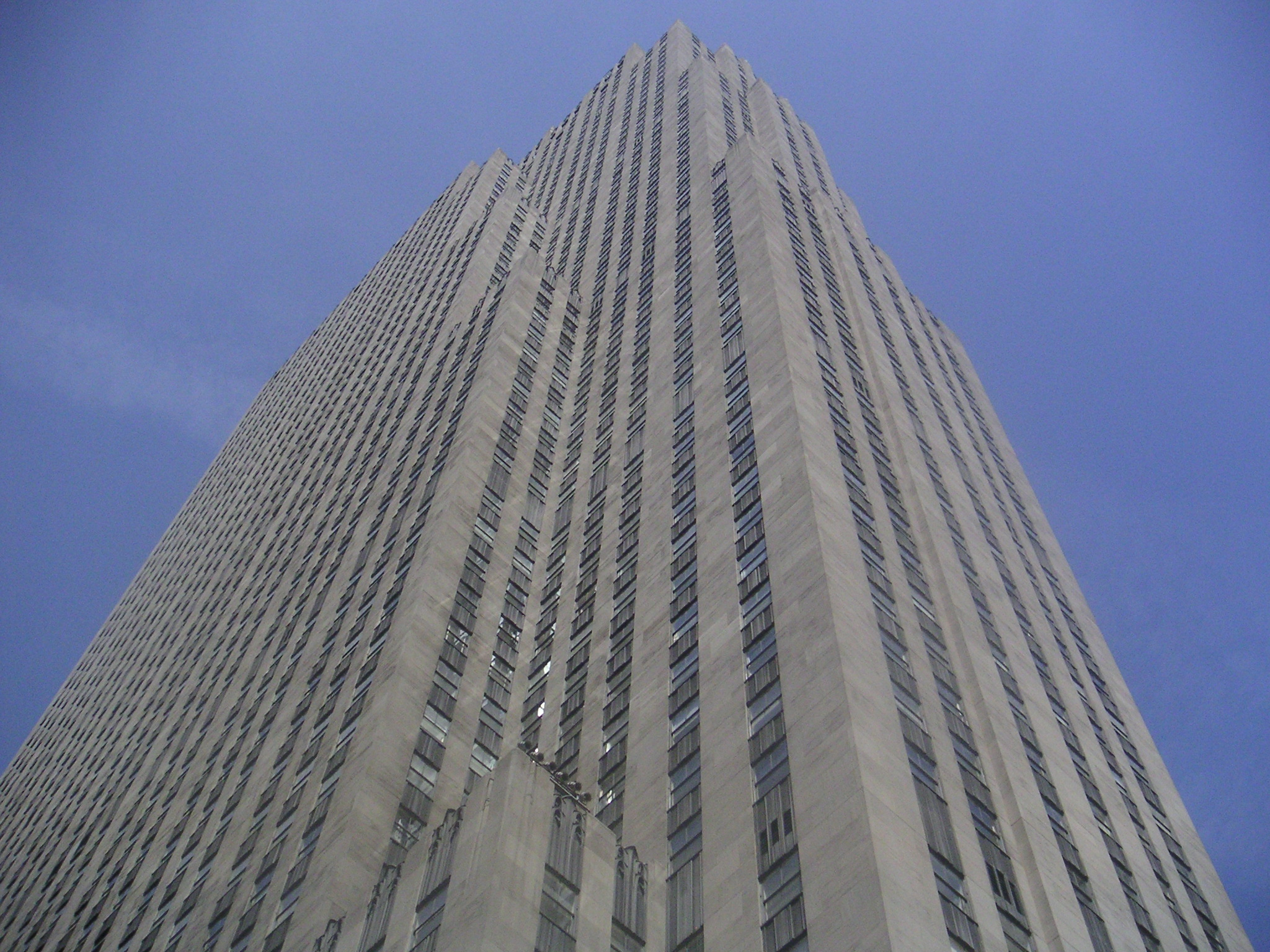
Architektonické odsazení pater na 30 Rockefeller Plaza

Návrh komplexu byl výrazně ovlivněn územním rozhodnutím z roku 1916, které omezovalo výšku, do níž se mohly zvedat vnější stěny newyorských budov u ulice, než bylo nutné do nich začlenit odstupy, které vnější stěny budov od ulice ustupovaly. Ačkoli 66patrová budova RCA byla umístěna tak daleko od ulice, že se mohla jednoduše zvednout jako deska bez jakýchkoli odstupů, Hood se rozhodl odstupy přesto zahrnout, protože podle odborníka na architekturu Alana Balfoura představovaly „pocit budoucnosti, pocit energie, pocit cíle“. Následná změna územního rozhodnutí v roce 1931, krátce po otevření Empire State Building, zvýšila maximální rychlost výtahů v newyorských budovách ze 700 stop za minutu (210 m/min) na 1 200 stop za minutu (370 m/min), údajně v důsledku lobbingu rodiny Rockefellerů. To umožnilo projektantům Rockefellerova centra snížit počet výtahů v budovách komplexu, zejména v budově RCA. Původně měla výtahy instalovat společnost Otis Elevator Company, ale poté, co souhlasila s přestěhováním do budovy RCA, získala zakázku společnost Westinghouse Electric Corporation. To se ukázalo jako finančně výhodné rozhodnutí pro Rockefellerovo centrum, protože výtahy společnosti Westinghouse fungovaly lépe než výtahy společnosti Otis.
Hood a Corbett navrhli některé plány, které byly na tehdejší poměry výstřední. Jeden z plánů počítal s výstavbou mohutné pyramidy, která by se rozkládala na všech třech blocích; později byla zmenšena na malou obchodní pyramidu, z níž se vyvinula oválná obchodní budova. Jiný plán počítal se systémem ramp a mostů pro automobily napříč komplexem. V červenci 1930 Hood a Corbett krátce diskutovali o možnosti postavit celý komplex jako superblok s promenádami vedoucími od budovy RCA. Tento návrh nebyl dále zvažován, protože by stejně jako plán diagonálních ulic znamenal vyřazení ulic z provozu. Nakonec byly všechny plány zjednodušeny do tradičnějšího designu s úzkými obdélníkovými deskami odsazenými od ulice ve všech blocích. Hood vytvořil směrnici, že všechny kancelářské prostory v komplexu nebudou od oken vzdáleny více než 27 stop (8,2 m), což byla maximální vzdálenost, na kterou mohlo v newyorské zeměpisné šířce přímo pronikat sluneční světlo do interiéru budovy. V té době byly klimatizované kancelářské budovy vzácností a sluncem osvětlené kanceláře poskytovaly pohodlné prostředí na rozdíl od kanceláří v mnoha starších budovách, které byly tmavé a stísněné.

### Plán F-18
Na přelomu let 1930 a 1931 byly plány revidovány a zefektivněny. V březnu 1931 byl oznámen plán F-18, podle kterého měla International Music Hall (nyní Radio City Music Hall) a její 31patrová kancelářská budova zabírat nejsevernější ze tří bloků mezi 50. a 51. ulicí. V západní polovině centrálního bloku, mezi 49. a 50. ulicí, měla stát 66podlažní budova RCA Building o výšce 831 stop (253 m), v níž měly být umístěny kanceláře RCA a NBC a vysílací studia. Obchodní komplex oválného tvaru by zabíral východní polovinu bloku se střešní zahradou. V nejjižnějším bloku mezi 48. a 49. ulicí by se nacházelo zvukové kino provozované společností RKO. Uprostřed Radio City by byla nová tříbloková soukromá ulice vedoucí mezi Pátou a Šestou avenue, s konkávním náměstím uprostřed. Součástí komplexu by byl také prostor pro budoucí Metropolitní operu v nejsevernějším bloku. V tomto plánu bylo také přidáno podzemní nákupní centrum pro pěší, které by se nacházelo nad podzemním autobusovým terminálem. Podle stavitelů by komplex obsahoval 28 000 oken a více než 125 000 krátkých tun (112 000 dlouhých tun) konstrukční oceli. Stál by 250 milionů dolarů. It would cost $250 million.
Poprvé bylo veřejnosti představeno měřítko navrhovaného komplexu. Vizualizace byla hodně kritizována, někteří se pozastavovali nad detaily nebo obecnými rozměry zatím nepotvrzeného návrhu a jiní kritizovali umístění vysokých mrakodrapů kolem náměstí. Daniel Okrent píše, že aktualizované plány se nelíbily „téměř všem“. Známý odborník na architekturu Lewis Mumford odešel do exilu na severu státu New York právě proto, že „slabomyslný, bezohledný, romantický chaos“ plánů Rockefellerova centra porušoval jeho smysl pro styl. Mumfordův komentář vyvolal vlnu ostré, negativní kritiky ze strany soukromých osob, novin, jako byl New York Herald Tribune, a architektů, včetně Franka Lloyda Wrighta a Ralpha Adamse Crama, jejichž styly se diametrálně lišily. New York Times si všimly „všeobecného odsouzení“ návrhu a poté, co architekti komplexu v reakci na kritiku změnili své plány, uvedly: „Je povzbudivé zjistit, že architekty a stavitele Radio City vyburcovala kritika jejich plánů ze strany veřejnosti.“ Navzdory kontroverzím ohledně návrhu komplexu si Rockefeller pro svůj projekt ponechal společnost Associated Architects.

#### Aktualizované plány maloobchodní budovy a zahrady
Oválný tvar maloobchodní budovy na Páté avenue mezi 49. a 50. ulicí byl kritizován za to, že nezapadá do zbytku architektury Páté avenue, přičemž kritici navrhovanou budovu označovali za „plechovku od oleje“. Původní plán počítal se dvěma obchodními budovami, ale v reakci na požadavek Chase National Bank na jednu budovu byl změněn na jednu. Oválná budova však byla počátkem roku 1931 zrušena poté, co se Chase nepodařilo získat exkluzivní bankovní práva na umístění budovy. Aktualizovaný plán F-19 obnovil na místě oválné budovy dvě menší šestipodlažní maloobchodní budovy a na nedalekém místě navrhl novou čtyřicetipodlažní věž. Tyto budovy by nejen poskytovaly maloobchodní prostory, ale také by zapadaly do architektury Páté avenue.
V novém plánu by bylo centrální náměstí oválného tvaru zapuštěno pod úroveň terénu a osázeno rostlinami obklopujícími velkou centrální fontánu. Široká osázená esplanáda mezi 50. a 51. ulicí by vedla chodce z Páté avenue na východě na náměstí a k budově RCA na západě, přičemž na náměstí by vedly schody. Západní strana náměstí by vedla přímo do podzemního obchodního centra pro pěší. Nad zrcadlícím se bazénem o rozměrech 30 x 6 m (100 x 20 stop) by byla postavena replika podkovovitého vodopádu Niagarských vodopádů a na vnější straně některých budov by byl vysázen břečťan. Při revizi plánu v červnu 1932 byl tvar navrženého náměstí změněn na obdélník a fontána byla přesunuta na západní stranu náměstí. Sochař Paul Manship byl poté najat, aby vytvořil sochu, která by byla umístěna na vrcholu kašny; jeho bronzová socha Prométhea byla na místě instalována v roce 1934.
Jako ústupek za ztrátu střešních zahrad plánovaných u oválné budovy Hood navrhl, aby všechny části komplexu pod 16. patrem byly pokryty zahradami. Hood se domníval, že jde o nejlevnější způsob, jak zatraktivnit vzhled budov, přičemž náklady se odhadují na 250 000 až 500 000 dolarů (asi 3,1 až 6,2 milionu dolarů v roce 2020), což by se mohlo vyplatit, pokud by se ze zahrad staly botanické zahrady. Hood navrhl třístupňové uspořádání, inspirované podobným plánem Le Corbusiera. Nejnižší vrstva by byla na úrovni terénu, střední vrstva by byla na nízko položených střechách obchodních budov a v zázemí mrakodrapů a nejvyšší vrstva by byla na vrcholcích mrakodrapů. Aktualizace návrhu střešní zahrady z března 1932 zahrnovala také dva zdobené mosty, které by propojily tři bloky komplexu, avšak plán mostů byl později kvůli vysokým nákladům zamítnut. Nakonec mělo být vybudováno pouze sedm oddělených zahrad.
Protože se američtí nájemci zdráhali pronajmout si prostory v obchodních budovách, navrhl manažer Rockefellerova centra Hugh Robertson, dříve působící ve firmě Todd, Robertson and Todd, pro tyto budovy zahraniční nájemce. Vedli jednání s potenciálními českými, německými, italskými a švédskými nájemci, kteří by potenciálně mohli obsadit šestipatrové budovy s mezinárodní tematikou na Páté avenue, ačkoli se údajně uvažovalo i o nizozemských, čínských, japonských a ruských nájemcích. První tematickou budovou, která byla dohodnuta, byla British Empire Building, jižněji položená ze dvou budov, v níž by sídlily vládní a obchodní podniky Spojeného království. V únoru 1932 se francouzští nájemci dohodli, že obsadí severněji položené dvojče budovy British Empire Building, La Maison Française. Na bloku severně od dvojčat, mezi 50. a 51. ulicí, byl plánován obchodní dům a 30patrová budova (později změněná na 45 pater), přičemž část obchodního domu měla být orientována na Pátou avenue. K „definitivní“ změně dispozice tohoto bloku došlo v červnu, kdy byl obchodní dům nahrazen dvěma obchodními křídly věže, která by byla téměř totožná s obchodními budovami dvojčat na jihu. Obě nové obchodní budovy, propojené navzájem a s hlavní věží prostřednictvím galerie, měly podle návrhu po dokončení sloužit italským a možná i německým zájmům.

#### Divadla
Ze čtyř divadel uvedených v plánu H-1 z března 1930 schválilo město výstavbu pouze dvou, a tak byla postavena pouze tato dvě divadla. V roce 1930 se členem poradního sboru centra stal Samuel "Roxy" Rothafel, úspěšný provozovatel divadel, který proslul svou dominancí v městském divadelním průmyslu. Nabídl výstavbu dvou divadel: velkého vaudevillového kina "International Music Hall" v nejsevernějším bloku s více než 6 200 místy a menšího kina "RKO Roxy" s 3 500 místy v nejjižnějším bloku. Nápad na tato kina byl inspirován neúspěšným rozšířením divadla Roxy na 50. ulici, vzdáleného jeden a půl bloku, na 5 920 míst. Roxy also envisioned an elevated promenade between the two theaters, Roxy také plánovalo vyvýšenou promenádu mezi oběma kiny, která však nikdy nebyla zveřejněna v žádném z oficiálních plánů. Mezitím přetrvávaly návrhy na stavbu Metropolitní opery na tomto místě. Oficiální plány na stavbu východně od RKO Roxy byly předloženy v dubnu 1932; plánovaná budova opery s kapacitou 4 042 míst měla obsahovat prvky, jako je esplanáda ve druhém patře přes 50. ulici. Metropolitní operní divadlo však nebylo schopno takovou stavbu financovat, a tak byl návrh nové operní budovy odsunut do pozice provizoria.
V září 1931 se skupina manažerů a architektů NBC vydala na cestu po Evropě, aby vyhledala umělce a prohlédla si návrhy divadel. Skupina však nenašla žádné významné architektonické detaily, které by mohla použít v divadlech Radio City. V každém případě se ukázalo, že Roxyho přítel Peter B. Clark má mnohem inovativnější návrhy pro navrhovaná divadla než Evropané. Music Hall navrhli architekt Edward Durell Stone a návrhář interiérů Donald Deskey ve stylu art deco. Pro návrh divadla RKO Roxy byl vybrán Eugene Schoen.

#### Obchodní centrum pro pěší
V prosinci 1931 předložila společnost Rockefeller Center Corporation své rozšířené plány na podzemní pěší centrum. Jeho součástí by nyní byla řada tunelů pro přepravu osob, podobných metru v americkém Kapitolu, které by komplex propojily s místy, jako jsou Grand Central Terminal a Penn Station. V říjnu 1933 byla newyorské odhadní komisi předložena menší, zmenšená verze plánu. Plán zahrnoval dva automobilové tunely, které měly vést 49. a 50. ulicí pod celým komplexem, a také podzemní pěší galerii spojující budovy v komplexu. Kromě toho měl být v podzemí veden systém pěších chodeb o délce 0,75 míle (1,21 km), který měl měřit 34 stop (10 m), a zahloubené dolní náměstí o rozměrech 125 × 96 stop (38 × 29 m), které mělo být propojeno s nákupním centrem širokou halou pod budovou RCA. Celokomplexní tunely pro vozidla nebyly vybudovány; místo toho byla na 50. ulici vybudována rampa pro nákladní automobily z úrovně terénu do podzemních zásobovacích prostor.

#### Nezrealizovaná Metropolitní třída
V květnu 1931 byla předložena neuskutečněná revize plánu, kdy Benjamin Wistar Morris, architekt původního návrhu Opery, navrhl rozšířit soukromou pasáž komplexu na veřejnou „Metropolitní třídu“, která by vedla od 42. do 59. ulice. Alej by přerušila 920 stop (280 m) dlouhou vzdálenost mezi Pátou a Šestou avenue, což byla nejdelší mezera mezi dvěma číslovanými avenue na Manhattanu. Nejednalo se o nový návrh, neboť starosta William Jay Gaynor navrhl podobnou třídu od 34. do 59. ulice již v roce 1910 a sám Wistar navrhl tuto třídu v roce 1928 nebo 1929. Pokud by byla Metropolitní třída vybudována, usnadnila by dopravu přes Rockefellerovo centrum podobně, jako Vanderbiltova třída mezi Madison a Park Avenues napomáhala dopravnímu toku kolem nedalekého terminálu Grand Central. Nakonec byl postaven pouze úsek mezi 48. a 51. ulicí, který dnes tvoří Rockefeller Plaza, pěší třídu.

### Umělecký program

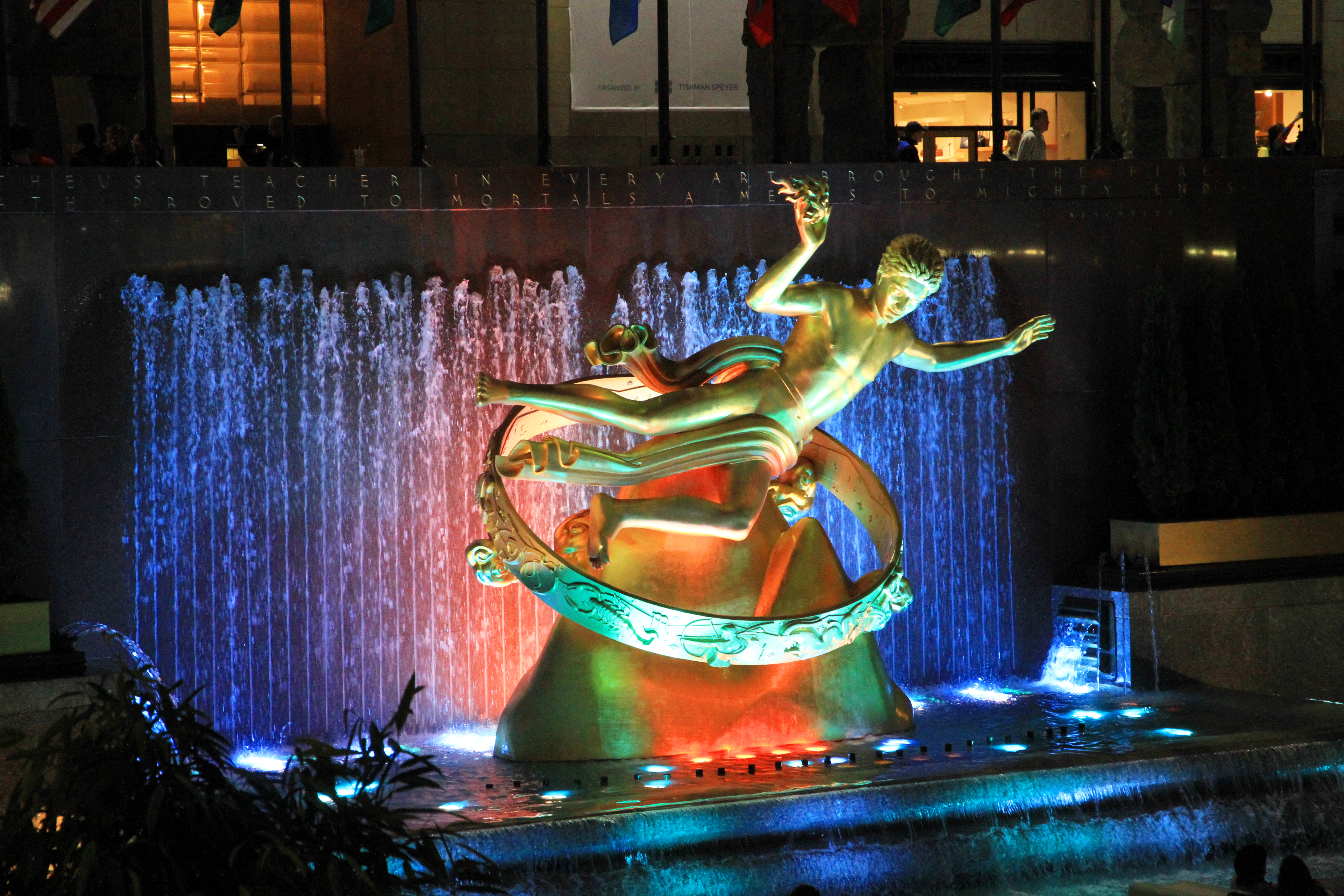
Prometheus, jedno z děl vytvořených v rámci uměleckého programu Rockefellerova centra.

Raymond Hood i John Todd se domnívali, že centrum potřebuje kromě střešních zahrad také vizuální vylepšení. Todd původně plánoval vyčlenit na umělecký program budovy jen asi 150 000 dolarů, ale Rockefeller chtěl umělecká díla, která by měla smysluplný účel, nikoliv čistě estetický. V listopadu 1931 Todd navrhl vytvoření programu pro umístění výrazných uměleckých děl v každé z budov. Plánováním uměleckých instalací v komplexu byl pověřen Hartley Burr Alexander, známý profesor mytologie a symbolismu. Alexander předložil svůj plán uměleckých děl v areálu v prosinci 1932. Součástí návrhu byla řada soch, sousoší, nástěnných maleb, vlysů, dekorativních fontán a mozaik. Alexanderův návrh, který rozšiřoval Hoodův plán zahrad v zázemí, zahrnoval také střešní zahrady na všech budovách, které by při pohledu shora vytvářely jakoby „babylonskou zahradu“.
Alexander nejprve navrhl jako zastřešující téma komplexu "Homo faber, Člověk tvůrce", které mělo představovat spokojenost s vlastním zaměstnáním, nikoli s výší mzdy. Toto téma však nebylo architekty přijato příliš kladně, a tak Alexander navrhl jiné téma, "Nové hranice"; toto téma se zabývalo společenskými a vědeckými inovacemi a představovalo výzvy, kterým lidstvo čelilo po „dobytí fyzického světa“. Teoreticky bylo toto téma považováno za vhodné, ale Alexander byl tak konkrétní ohledně detailů potřebných uměleckých děl, že to omezovalo tvůrčí licenci pro všechny umělce, kteří by taková díla realizovali. Alexander vytvořil 32stránkový dokument, který přesně vysvětloval, co je třeba pro každé umělecké dílo udělat, přičemž některá klíčová témata byla podtržena všemi velkými písmeny, což podle Okrenta dodávalo dokumentu „spíše marťanský než lidský tón“. V březnu 1932 byl Alexander propuštěn a nahrazen skupinou pěti umělců. Panel se shodl na aktuálním tématu "Pochod civilizace", ale v té době již byla objednána některá díla předchozích témat, včetně těch, která navrhl Alexander.
Proces zadávání uměleckých zakázek pro Rockefellerovo centrum byl komplikovaný. Architekti každé budovy navrhovali nějaká umělecká díla. Todd vyřazoval všechny nekonvenční návrhy a Rockefeller měl u mnoha děl konečné slovo. Míst, kde bylo třeba objednat umění, bylo mnoho, což bránilo tomu, aby v komplexu převládl nějaký konkrétní umělecký styl. Pro umělecký program byli najímáni specialisté z celého světa: například Edward Trumbull koordinoval barvy děl umístěných uvnitř budov a Léon-Victor Solon odvedl stejnou práci pro exteriérová díla.
Gaston Lachaise, proslulý malíř ženských aktů, realizoval zakázku na šest nekontroverzních basreliéfů pro Rockefellerovo centrum, čtyři v přední části budovy 1230 Avenue of the Americas (RCA Building West) a dva v zadní části budovy International Building. Sochy Prométheus, Mládí a Děvče, které pro komplex vytvořil Paul Manship, byly umístěny na viditelném místě na dolním náměstí komplexu. Barry Faulkner měl pro celé Rockefellerovo centrum pouze jednu zakázku: mozaikovou nástěnnou malbu umístěnou nad vchodem do budovy 1230 Avenue of the Americas. Alfred Janniot vytvořil pro Rockefellerovo centrum rovněž jediné dílo, bronzový panel před vchodem do La Maison Francaise. Zdaleka nejplodnějším umělcem komplexu byl Lee Lawrie, který vytvořil 12 děl. Většinu Lawrieho zakázek tvořily vápencové zástěny nad hlavními vchody budov, ale vytvořil také dvě z nejznámějších uměleckých děl Rockefellerova centra: sochu Atlas na nádvoří International Building a 37 stop (11 m) vysokou zástěnu Wisdom nad hlavním vchodem do RCA Building. Ezra Winter, který vytvořil nástěnnou malbu "Hledání pramenů věčného mládí" ve vestibulu Radio City Music Hall, se do značné míry držel původních Alexanderových zadání pro nástěnnou malbu.
Jedno z nejkontroverznějších děl centra vytvořil Diego Rivera, kterého si Nelson Rockefeller najal, aby vytvořil barevnou fresku na stěnu o ploše 1 071 čtverečních stop (99 m²) ve vstupní hale budovy RCA. Jeho malba Člověk na křižovatce se stala kontroverzní, protože obsahovala moskevské prvomájové výjevy a zřetelný portrét Lenina, který nebyl na původních skicách patrný. Nelson zaslal Riverovi písemné upozornění, aby urážlivou postavu nahradil anonymní tváří, ale Rivera odmítl, takže v polovině roku 1933 byla Riverovi zakázka vyplacena a dělníci fresku zakryli papírem. V únoru 1934 byla freska zcela stržena a následně ji nahradila nástěnná malba Americký pokrok od Josepa Marii Serta. V důsledku kontroverze s Mužem na křižovatce Nelson omezil svou účast na výtvarném řešení komplexu a jeho otec začal kontrolovat všechna umělecká díla, která byla poté pro centrum objednána.
Jedno ze sochařských děl Attilia Piccirilliho v Rockefellerově centru bylo také zpochybněno, i když až po dokončení komplexu. Vytvořil basreliéfní řezby nad vchody do Palazzo d'Italia a International Building North. Piccirilliho reliéf na Palazzo d'Italia byl v roce 1941 odstraněn, protože panely byly považovány za otevřenou oslavu fašismu, ale jeho panely na International Building North směly zůstat.

### Změna názvu
V počátcích plánování byl projekt často označován jako „Radio City“. Před oznámením, že součástí zástavby bude komplex masmédií, se objevovaly i další názvy, například „Rockefeller City“ nebo „Metropolitan Square“ (podle společnosti Metropolitan Square Corporation). Ivy Leeová navrhla změnu názvu na „Rockefellerovo centrum“. John Rockefeller mladší původně nechtěl, aby se jméno rodiny Rockefellerů spojovalo s komerčním projektem, ale nechal se přesvědčit s odůvodněním, že tento název přiláká mnohem více nájemců. Název byl formálně změněn v prosinci 1931. Rockefeller Jr. a The New York Times původně psali komplex jako „Rockefeller Centre“, což byl britský způsob psaní slova „Center“. Po konzultaci s proslulým lexikografem Frankem H. Vizetellym bylo „Centre“ změněno na „Center“. Postupem času se označení "Radio City" změnilo z označení celého komplexu na označení pouze západní části komplexu a v roce 1937 nesla název „Radio City“ pouze budova Radio City Music Hall.

## Průběh výstavby
Podle Daniela Okrenta většina zdrojů odhaduje, že během výstavby bylo zaměstnáno 40 000 až 60 000 lidí. Jeden z odhadů Raymonda Fosdicka, šéfa Rockefellerovy nadace, uvádí číslo 225 000 lidí, včetně pracovníků, kteří vytvářeli materiál pro komplex jinde. V době zahájení výstavby město naplno pociťovalo dopady hospodářské krize: více než 750 000 lidí bylo bez práce a 64 % všech stavebních dělníků bylo bez zaměstnání. Na vrcholu krize v polovině 30. let byl John Rockefeller Jr. chválen jako tvůrce pracovních míst a "vlastenec" za to, že díky stavebnímu projektu nastartoval ekonomiku města. Rockefeller se snažil navázat přátelské vztahy s pracovníky Rockefellerova centra. I když Rockefeller musel snížit mzdy svým odborářům, byl chválen za to, že mzdy nesnížil tak výrazně jako jiné stavební firmy, z nichž mnohé měly problémy nebo zkrachovaly. Komplex byl v té době největším soukromým stavebním projektem, jaký byl kdy realizován. Carol Herselle Krinskyová ve své knize z roku 1978 popisuje centrum jako „jediný velký soukromý trvalý stavební projekt naplánovaný a realizovaný v období od začátku hospodářské krize do konce druhé světové války“.

## Nabývání a vyklízení půdy
V rámci projektu bylo zbouráno 228 budov v areálu a přemístěno přibližně 4 000 nájemníků, přičemž celková hodnota nemovitostí se odhaduje na více než 7 miliard dolarů (v roce 2019 to odpovídá 87 miliardám dolarů). Společnost Rockefeller toho dosáhla odkoupením stávajících nájemních smluv od nájemců. V lednu 1929 byla najata společnost William A. White & Sons, aby vedla řízení o vystěhování. Spolupracovali s advokátní kanceláří Murray, Aldrich & Webb, aby nájemníkům výměnou za majetek vydali šeky, někdy i za více než 1 milion dolarů. V oblasti se nacházely převážně nelegální speakeasy bary, protože v době prohibice byl zakázán veškerý prodej alkoholických nápojů. Ačkoli se ty nejslabší z těchto speakeasies při pouhé zmínce o formálním vystěhování rychle přestěhovaly jinam, ostatní nájemníky, včetně některých nevěstinců, bylo těžší vystěhovat. Mnozí nájemci se stěhovali pouze za určitých podmínek; v jednom případě získaly firmy nájemní smlouvu z pozůstalosti zesnulého hazardního hráče Arnolda Rothsteina, který byl zavražděn dva měsíce předtím, než měl být v lednu 1929 násilně vystěhován ze své budovy Upper Estate. Demolice objektů začala počátkem roku 1930 a do srpna 1931 byly odkoupeny všechny nájemní smlouvy na budovy.
Správci centra se poté rozhodli získat zbývající pozemky podél Šesté avenue a v jihovýchodním rohu areálu, aby mohli vytvořit větší komplex, což vedlo ke vzniku společnosti Underel Corporation. Jednání o nemovitostech na Šesté avenue vedli různí makléři a právní kanceláře, aby se utajila účast rodiny Rockefellerů na akvizicích společnosti Underel Corporation. Přesto se podél Šesté avenue nacházelo několik nájemců, kteří se zpočátku odmítali vzdát svých budov. Celkově Charles Heydt vynaložil na získání pozemků na Šesté avenue 10 milionů dolarů (v přepočtu 120 milionů dolarů v roce 2019) oproti 6 milionům dolarů (v přepočtu 74 milionů dolarů v roce 2019), které byly na tento úkol vyčleněny v rozpočtu.
Nájemcům dvou nemovitostí na Šesté avenue bylo nakonec umožněno zůstat. Jeden nájemce, který obýval pozemek na jihovýchodním rohu Šesté avenue a 50. ulice, kvůli nedorozumění nikdy nedostal nabídku na prodej. Majitelé druhého pozemku, který se nacházel na severovýchodním rohu Šesté avenue a 49. ulice, požadovali za svůj majetek přemrštěnou cenu. Kolem obou parcel bylo nakonec postaveno náměstí 30 Rockefeller Plaza.
Na jihovýchodním rohu pozemku několik majitelů nemovitostí rovněž odmítlo pozemek prodat. Kolumbijská univerzita byla ochotna předat společnosti Rockefeller Center Inc. kontrolu nad všemi nájemními smlouvami v bývalém Upper Estate, které již nebyly v držení třetí strany. William Nelson Cromwell, významný právník a absolvent Kolumbijské univerzity, který vlastnil tři přilehlé řadové domy na Západní 49. ulici 10-14, se však nechtěl ze svého domu vystěhovat, když mu v roce 1927 vypršela nájemní smlouva.  Neshody trvaly až do roku 1936, během něhož Cromwell odmítal platit nájemné za 14 West 49th Street, zatímco společnost Rockefeller Center Inc. zadržovala Cromwellovi 400 000 dolarů z nájemného, které platil Kolumbijské univerzitě. Společnost Rockefeller Center Inc. později koupila 8 West 49th, čímž Cromwellův pozemek zaškatulkovala mezi dva pozemky Rockefellerova centra. Společnost povolila Robertu Waltonu Goeletovi ponechat si sousední pozemek na 2-6 West 49th Street, protože jeho "zájem a zájem" považovala za "velký zájem". Pozemek však nemohl zastavět, protože společnost Cromwell kontrolovala věcné břemeno na části Goeletova pozemku, a pozemky na 2-6 West 49th Street měly být v roce 1932 zastavěny jako komerční budova s názvem 608 Fifth Avenue. Kostel svatého Mikuláše, který se nacházel na 48. ulici za Goeletovou parcelou, rovněž odmítl prodat svůj pozemek, přestože mu za něj bylo nabídnuto až 7 milionů dolarů.

### Konec roku 1931: zahájení stavby
Koncem července 1931 byly zahájeny výkopové práce na straně Šesté Avenue, čímž začalo sedmileté období výkopových prací, během něhož mělo být z místa odstraněno 556 000 kubických yardů (425 000 m³) manhattanské břidlice. Koncem roku 1931 se z prázdných bloků staly jámy hluboké až 24 m (80 stop), přičemž na okrajích každého bloku stále stálo několik budov. Ulice 49. a 50. připomínaly „hráze klouzající po hladině jezera“. Na Páté avenue byla postavena terénní kancelář projektu. Sloužila jako sídlo hlavních dodavatelů stavby, firmy Todd & Brown, kterou tvořil syn Johna Todda Webster a také Joseph O. Brown. Brown se podílel zejména na eliminaci zbytečných nákladů a výběru firem pro dodávky.
Návrhy na budovu RCA a International Music Hall na severu byly předloženy newyorskému stavebnímu úřadu v srpnu 1931 a otevření obou budov bylo naplánováno na rok 1932. Zakázky na hudební halu a 66patrový mrakodrap byly zadány o dva měsíce později. Nakonec měli vedoucí projektu předložit odboru budov 1 860 smluv. Výstavba Rockefellerova centra postupovala rychle; v říjnu 1931 bylo dokončeno šedesát procent výkopových prací a byly zadány první zakázky na budovy. Základy byly vykopány až do hloubky 15 m a byl osazen první z 86 pilířů budovy RCA, které klesaly do hloubky 26 m (86 stop). V říjnu tohoto roku bylo zbouráno 177 hnědých domů na místě, přičemž většina zbývajících budov se nacházela v blízkosti alejí. V listopadu téhož roku byly zahájeny práce na novém divadle Roxy jižně od budovy RCA.
Architekti chtěli, aby fasády všech 14 nových budov měly jednotnou barvu. Za tímto účelem Raymond Hood v prosinci 1931 zadal zakázku na indický vápenec, který měl tvořit fasády. V té době se jednalo o největší zakázku na kámen v historii - bylo dodáno přibližně 14 milionů krychlových stop (0,40 × 106 m³) vápence. Manažeři Rockefellerova centra objednali také 154 000 krátkých tun (138 000 dlouhých tun) konstrukční oceli, což byla největší taková objednávka v historii, která stála osminu předpokládaných celkových nákladů na stavbu ve výši 250 milionů dolarů. Ocelová zakázka se stala součástí nabídkové války mezi společnostmi Bethlehem Steel a U.S. Steel. Zakázku nakonec získala společnost U.S. Steel, která tak zajistila 8 000 pracovních míst pro své zaměstnance, ale utrpěla finanční ztrátu, protože výsledkem nabídkové války byla cena, která byla příliš nízká na to, aby pokryla náklady na výrobu oceli. Rockefellerovo centrum také potřebovalo téměř 23 akrů (1 milion čtverečních stop, 0,093 × 106 m²) skla pro svá okna, 25 000 dveří a 50 tisíc krychlových stop (1,4 × 103 m³) žuly.
V důsledku hospodářské krize byly stavební náklady levnější, než se předpokládalo. Přestože půjčka společnosti Metropolitan Life ve výši 126 milionů dolarů zůstala stejná, konečné náklady na prvních deset budov dosáhly v době dokončení těchto staveb v roce 1935 výše 102 milionů dolarů (což v přepočtu na rok 2019 odpovídá 1,5 miliardy dolarů). John Todd použil přebytek na instalaci dodatečných prvků v budovách, například širšího než běžného inženýrského potrubí, podzemního kotle pro komplex pro případ poruchy parního systému a vápencových fasád komplexu. Todd dokonce nainstaloval sprinklery na exteriéry obchodních budov na Páté avenue pro případ, že by je bylo třeba přestavět na továrny, protože sprinklery byly v té době u průmyslových budov povinné. Ne všechny dopady však byly pozitivní: stavební boom na přelomu dvacátých a třicátých let 20. století téměř zdvojnásobil celkový objem nemovitostí na Manhattanu a výstavba Rockefellerova centra a Empire State Building měla zvýšit objem ploch o dalších 56 %. V důsledku toho zde bylo mnoho podhodnocených, volných prostor. Po bankrotu společnosti RKO v roce 1931 přesvědčil Sarnoff Johna Rockefellera mladšího, aby koupil kmenové akcie RKO a prioritní akcie RCA v celkové hodnotě 4 miliony dolarů (což v roce 2019 odpovídá 48 milionům dolarů) výměnou za to, že RCA sníží svůj nájem o 500 tisíc čtverečních stop (46 × 103 m²).

### 1932-1933
Práce na ocelové konstrukci budovy RCA byly zahájeny v březnu 1932. Mezitím již britská a francouzská vláda souhlasily s obsazením prvních dvou budov s mezinárodní tematikou a John Rockefeller Jr. začal podepisovat smlouvy s nájemci z příslušných zemí. Základní kámen budovy British Empire Building byl položen v červnu, kdy Francis Hopwood, 1. baron ze Southborough, položil při slavnostním ceremoniálu symbolický první kámen. V té době již bylo dosaženo významného pokroku ve výstavbě divadel: V divadle RKO Roxy bylo dokončeno zdivo a vápenocementová fasáda byla téměř připravena k instalaci, v divadle Music Hall byla dokončena ocelová konstrukce. V září byla obě divadla téměř hotová, stejně jako budova RCA, jejíž ocelová konstrukce sahala až do 64. patra. V tomto měsíci byla také otevřena budova RKO, první stavba v komplexu, která byla otevřena. The British Empire Building's structural steel started construction in October. V říjnu se začala stavět konstrukční ocel budovy British Empire Building.
Music Hall byla druhou stavbou, která byla otevřena 27. prosince 1932,, ačkoli její horní část byla postavena již v srpnu. O dva dny později následovalo otevření RKO Roxy. Roxy původně zamýšlelo využít Music Hall jako vaudevillové divadlo, ale otevření Music Hall bylo všeobecně považováno za propadák a obě divadla byla nakonec využívána pro filmy a divadelní umění. V květnu 1933 muselo být divadlo Roxy v Radio City přejmenováno na Center Theatre po žalobě Williama Foxe, který vlastnil původní divadlo Roxy na 50. ulici. Neúspěch vaudevillového divadla nakonec zničil Roxyho podnik a on byl nucen v lednu 1934 odstoupit z vedení centra.
Základní kámen La Maison Francaise položil 29. dubna 1933 bývalý francouzský premiér Édouard Herriot. Budova British Empire Building byla otevřena o necelý týden později. Budova RCA měla být otevřena 1. května, ale její otevření bylo odloženo kvůli kontroverzím ohledně nástěnné malby Man at the Crossroads ve vstupní hale. V červenci 1933 otevřeli manažeři 70. patro vyhlídkové terasy na vrcholu budovy RCA Building, Měla velký úspěch: vyhlídkovou terasu s cenou 40 centů za hlavu navštívilo do konce roku 1935 1 300 návštěvníků denně.
V říjnu 1933 byly zahájeny práce na střešních zahradách a ve stejném měsíci byl otevřen La Maison Francaise. V prosinci 1933 dělníci poprvé vztyčili slavný vánoční strom uprostřed náměstí. Od té doby je každoroční tradicí vystavovat na náměstí od listopadu do ledna velký vánoční strom.
Současně město vybudovalo část zrušené "Metropolitní třídy", která procházela Rockefellerovým centrem. Nová ulice, nazvaná "Rockefeller Plaza", měla po svém otevření podle odhadů přepravit 7 000 vozidel denně. První úsek mezi 49. a 50. ulicí byl otevřen v roce 1933 a severní prodloužení v roce 1934. Nová ulice měřila na šířku přes 18 m a vedla skrz komplex 722 m se čtyřmi úrovněmi pro vozidla.

### Propagace a pronájem prostor
Od roku 1931 do roku 1944 zaměstnávala společnost Rockefeller Center Inc. Merlea Crowella, bývalého redaktora časopisu American Magazine, jako reklamního pracovníka komplexu.  Jeho první tisková zpráva, zveřejněná 25. července 1931, vychvalovala Rockefellerovo centrum jako „největší stavební projekt, jaký kdy byl realizován soukromým kapitálem“. Poté Crowell nahradil Ivy Leeovou na pozici oficiálního manažera propagace komplexu a jeho další tiskové zprávy obsahovaly řadu superlativů, obrovské množství statistik a výpočtů a občas i trochu nadsázky. Crowell vydával každý den mnoho nových tiskových zpráv a v polovině výstavby komplexu v roce 1935 začal v Rockefellerově centru také pořádat vystoupení celebrit, reportáže a výstavy. Cílem bylo, aby Rockefellerovo centrum po dokončení pojmulo 34 500 pracovníků a 180 700 návštěvníků denně.
Rockefeller najal Hugha Sterlinga Robertsona, aby sháněl nájemce a zajišťoval nájemní smlouvy. V době velké hospodářské krize bylo těžké komplex pronajmout, ale Robertsonovi se podařilo najít 1 700 potenciálních nájemců a do konce roku 1933 se s 1 200 z nich sešel. Rockefeller a jeho partneři dokázali do centra nalákat i některé prominentní nájemce. V roce 1934 se do budovy RCA nastěhovala společnost Standard Oil Company patřící rodině Rockefellerů. Během následujících dvou let následovalo několik dalších významných ropných společností, které si pronajaly budovy v Midtownu, včetně Sinclair Oil a Royal Dutch Shell, které se přestěhovaly do Rockefellerova centra. Počátkem roku 1934 otevřelo v komplexu své sídlo i americké poštovní oddělení, které si později pronajalo prostory v ještě nedostavěné budově International Building. Newyorské muzeum vědy a průmyslu si pronajalo některé méně žádané prostory v nižších patrech budovy RCA poté, co se Nelson Rockefeller stal koncem roku 1935 správcem muzea. Společnost Westinghouse se přestěhovala do 14. až 17. patra budovy RCA.
Správci Rockefellerova centra však měli v prvních letech jeho existence, které se shodovaly s polovinou hospodářské krize, potíže s pronájmem budov, které byly obsazeny z více než 60 %. Rodina Rockefellerů se stěhovala do různých pater a apartmánů po celé budově, aby v potenciálních nájemcích vzbudila dojem obsazenosti. Konkrétně kancelář rodiny zabrala celé 56. patro, zatímco rodinná Rockefellerova nadace obsadila celé patro pod ní a do budovy se nastěhovaly i dvě další organizace podporované Rockefellery. Protože zapuštěné centrální náměstí bylo většinou pronajato luxusními obchody, otevřeli správci komplexu na počátku roku 1934 na náměstí venkovní restauraci, aby přilákali další zákazníky. Ochota komplexu získat pronájmy téměř za každou cenu měla své vlastní důsledky. V lednu 1934 podal August Heckscher na společnost Rockefeller Center Inc. žalobu ve výši 10 000 000 dolarů za to, že přesvědčovala nájemce, aby se vzdali probíhajících nájemních smluv v rámci jeho nemovitostí, aby mohli uzavřít levnější nájemní smlouvy v Rockefeller Center. Žaloba se vlekla u soudu až do Heckscherovy smrti v roce 1941, kdy byla zamítnuta.

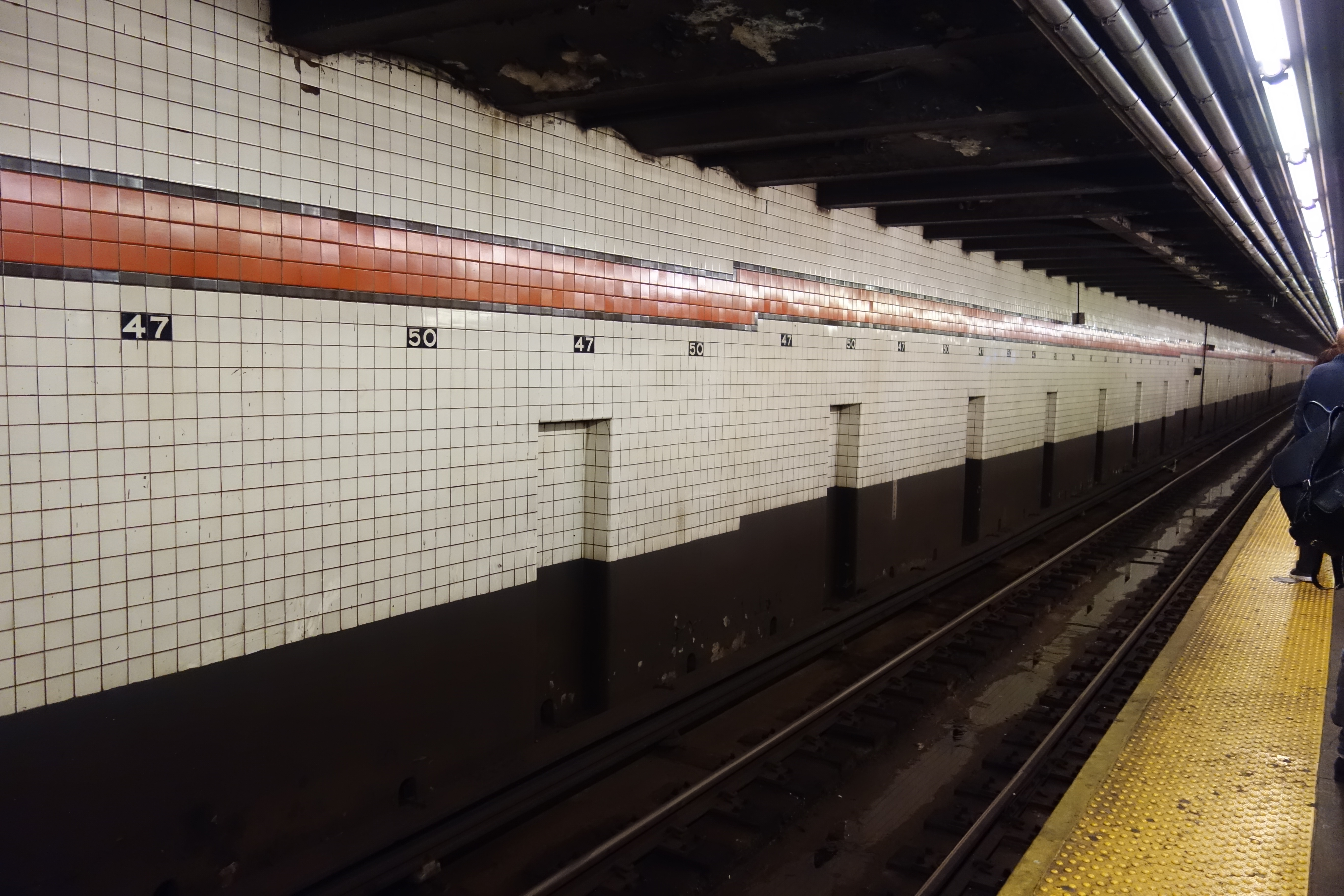
Stanice Rockefeller Center, postavená společností Independent Subway System (IND) na Šesté avenue

Manažeři společnosti Rockefeller Center Inc. také chtěli, aby měl komplex pohodlnou a blízkou hromadnou dopravu, která by přilákala potenciální nájemce. Městem provozovaná společnost Independent Subway System (IND) otevřela v roce 1933 stanici metra na Páté avenue a 53. ulici a přilákala dělníky z Queensu. Manažeři, kteří viděli úspěch obchodních čtvrtí kolem nádraží Penn Station a Grand Central, navrhli velký železniční terminál pro vlaky z okresu Bergen v New Jersey, aby do komplexu přilákali pracovníky ze severního New Jersey. Přestože manažeři rozhodli o možném umístění terminálu na 50. ulici, tento plán nevyšel, protože metro IND stále nemělo v samotném komplexu žádnou zastávku. Konzultanti pak nabídli kyvadlovou dopravu metrem pod 50. ulicí, která by se napojila na stanici metra IND na Osmé avenue, nebo železniční trať spojující nádraží Penn Station a Grand Central. Tento plán nevyšel, protože město nemělo zájem o výstavbu nové železniční trati. Plán byl formálně zrušen v roce 1934, ale návrhy podobných myšlenek přetrvávaly až do roku 1939. Město také plánovalo vybudovat trať pod Šestou avenue, která by nahradila tamní nadzemní dráhu, ale stavbu metra na Šesté avenue zahájilo až v roce 1936. Vzhledem k tomu, že IND bude stavět stanici na 47. až 50. ulici v blízkosti komplexu, chtěli manažeři Rockefellerova centra vybudovat také vlastní spojení s Penn Station a Grand Central s využitím budovaných tunelů metra. Tento návrh však byl zamítnut, protože by vyžadoval rozsáhlou změnu územního plánu okolní obytné oblasti.
Na začátku roku 1934 se také uvažovalo o prodloužení Rockefeller Plaza na sever k Rockefellerovým apartmánům na 54. ulici a od října 1934 do konce roku 1937 získávali správci Rockefellerova centra pozemky pro navrhovanou ulici. Rockefeller legálně odsoudil některé budovy, které získal pro plánované rozšíření ulice. K rozšíření ulice z různých důvodů nikdy nedošlo.

### 1934-1936
Do července 1934 bylo v komplexu pronajato 80 % dostupných prostor v šesti již zprovozněných budovách. V lednu téhož roku byla na dolním náměstí umístěna velká socha Prométhea. V květnu byly dokončeny podzemní zásobovací rampy komplexu, které se nacházely na 50. ulici pod dnešní budovou Associated Press. Rampy, pozůstatek tunelů původně plánovaných na 49. a 50. ulici, vedly 34 stop (10 m) pod zemí a táhly se v délce 450 stop (140 m). Do konce roku byl hlavním architektem Wallace Harrison, Andrew Reinhard měl na starosti plány podlaží pro nájemníky a Henry Hofmeister měl za úkol naplánovat umístění inženýrských sítí a konstrukčního rámce zbývajících rozestavěných budov. Raymond Hood zemřel a Harvey Corbett se věnoval jiným projektům. Frederick A. Godley a J. André Fouilhoux ze společnosti Hood, Godley & Fouilhoux, stejně jako William H. MacMurray ze společnosti Corbett, Harrison & MacMurray, neměli s výstavbou Rockefellerova centra nikdy mnoho společného.
V květnu 1934 byly oficiálně předloženy plány zbývajících dvou budov s tématem International a také větší 38podlažní budovy International Building o výšce 512 stop (156 m) na adrese 45 Rockefeller Center . V roce 1934 byly plány na další dvě budovy s tématem International předloženy k posouzení. Práce na budovách byly zahájeny v září 1934. Jižnější z obchodních budov dostala název "Palazzo d'Italia" a měla sloužit italským zájmům. Italská vláda později od svého sponzorství budovy odstoupila a úkol najít nájemce přešel na italsko-americké podniky. Severněji položená malá budova byla původně navržena pro německé účely pod názvem „Deutsches Haus“ před nástupem Adolfa Hitlera k moci v roce 1932. Rockefeller to v září 1933 vyloučil poté, co byl informován o Hitlerově nacistickém tažení k totalitě. V roce 1934 vstoupilo do jednání o pronájmu poslední budovy také Rusko, ale v roce 1935 již Rusové o pronájem aktivně neusilovali. Protože pro druhou budovu nebyl žádný definitivní nájemce, snížili manažeři Rockefellerova centra navrhované devítipodlažní budovy na šest podlaží, rozšířili a přeskupili hlavní budovu ze severojižní osy na západovýchodní a nahradili navrhovanou galerii mezi oběma obchodními budovami rozšířením vstupní haly International Building. Z prázdného kancelářského areálu se tak stala „International Building North“, kterou si pronajímají různí mezinárodní nájemci. V dubnu 1935 otevřeli developeři budovu International Building a její dvě křídla, která byla postavena za rekordních 136 dní od položení základního kamene po dokončení. Kromě odvrácení kontroverzí s potenciálními německými nájemci byl komplex s mezinárodní tematikou vnímán jako symbol solidarity v meziválečném období, kdy američtí izolacionisté bránili vstupu Spojených států do Společnosti národů.
Koncem dubna 1935 byly „Zahrady národů“ na střeše 11. patra budovy RCA dokončeny. Po otevření přilákala sbírka exotické flóry mnoho návštěvníků a stala se nejoblíbenější zahradou v Rockefellerově centru. Nadšení z této novinky však brzo opadlo a v roce 1937 začaly zahrady vykazovat deficit 45 000 dolarů ročně (672 000 dolarů v dolarech v roce 2020) kvůli obrovským nákladům spojeným s vynášením rostlin, stromů a vody na střechy a také kvůli nezájmu turistů. V roce 1937 měly být na střechách obou divadel také instalovány zahrady, které však nebyly přístupné veřejnosti.
Počátkem května byl dokončen systém podzemní pěší galerie a ramp, spojující tři bloky mezi 48. a 51. ulicí. V době otevření obchodního centra bylo pronajato 22 z 25 obchodních prostor a další tři budovy byly připraveny k obsazení ještě ten měsíc. V podzemní hale se nacházela pošta, telefonní automaty a několik veřejných toalet. Komplex začínal přitahovat velké davy návštěvníků, zejména do Radio City Music Hall nebo do některého z dalších výstavních a koncertních prostor. Navzdory tomuto zdánlivému úspěchu tváří v tvář hospodářské krizi byla výstavba považována za opožděnou: dokončení všech budov bylo původně stanoveno na polovinu roku 1935, avšak centrální části severního a jižního bloku byly stále rozestavěné.
Zhruba v té době prodávali správci Rockefellerova centra pozemky určené pro nakonec neúspěšné rozšíření Rockefeller Plaza. V lednu 1935 navrhl nově zvolený starosta Fiorello H. La Guardia, aby bylo v Rockefellerově komplexu nebo v jeho blízkosti vybudováno Městské centrum umění. Mělo se v něm nacházet Muzeum moderního umění, Guggenheimova sbírka, muzeum kostýmů nebo vysílací zařízení pro Columbia Broadcasting System (CBS). Původně měl být projekt umístěn v Central Parku. Kvůli právním problémům však bylo místo pro plánované umělecké centrum přesunuto o několik bloků jižněji na místo mezi 51. a 53. ulicí mezi Pátou a Šestou avenue, bezprostředně severně od Rockefellerova centra. V říjnu 1936 získalo Muzeum moderního umění pozemek na 53. ulici, naproti pozemku Městského centra umění. Bylo projednáno několik plánů na výstavbu uměleckého centra, ale žádný z nich nebyl realizován kvůli stejným komplikacím, které postihly i přerušené rozšíření Rockefeller Plaza.
V roce 1935 byly také podány plány na šestnáctipatrovou západní přístavbu budovy RCA, která by byla ze stejného materiálu, ale s rozsáhlým napojením na systém pěších tunelů a s propracovaným vstupem z rozestavěné stanice IND na 47. až 50. ulici. Spojení s metrem se začalo stavět v roce 1936, ale otevřeno bude až v roce 1940. Až do otevření spojení metra představovalo podzemní nákupní centrum důmyslnou katakombu, která ze všech stran končila ve slepé uličce. Obchodní prostory na spodním náměstí nebyly výnosné, protože obchody na náměstí byly ukryty pod ostatními budovami a za sochou Prométhea, což turistům ztěžovalo jejich nalezení. V roce 1935 vstupovalo do budovy RCA každý den desetkrát více dělníků než návštěvníků dolního náměstí. Po několika zamítnutých návrzích na zkrášlení náměstí se manažeři nakonec rozhodli pro vybudování kluziště v Rockefellerově centru za 2 000 dolarů poté, co Nelson Rockefeller zjistil, že byl vynalezen nový systém umožňující umělé bruslení pod širým nebem, což mu umožnilo přenést tuto zábavu do středu Manhattanu. Nové kluziště bylo otevřeno o Vánocích 1936. Kluziště bylo původně zamýšleno jako "dočasné" opatření, ale stalo se populárním, a tak bylo zachováno.

## Dokončení

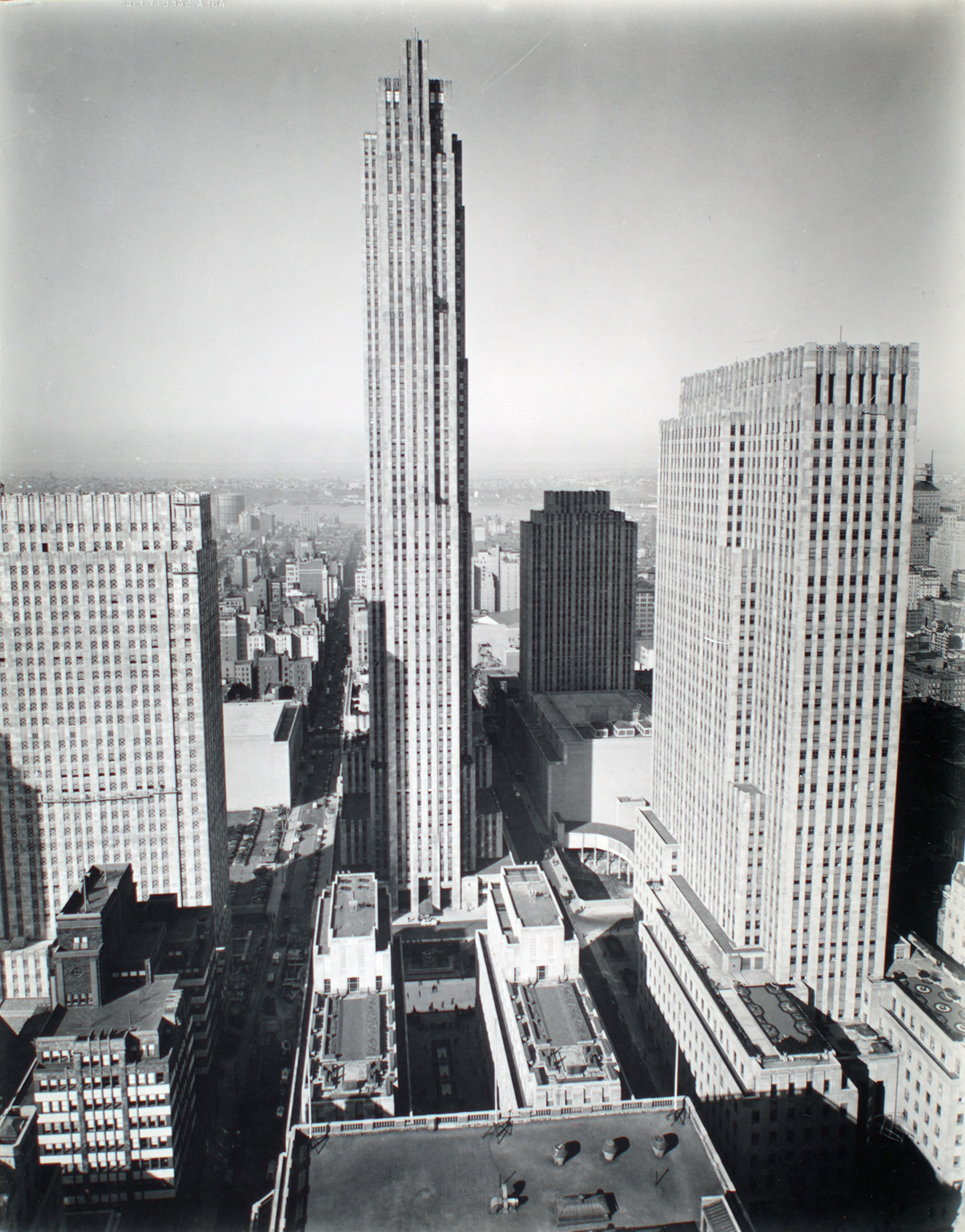
Postup stavby v roce 1937 při pohledu od východu. Většina původního komplexu byla dokončena, ale vlevo uprostřed je vidět parkoviště na místě budoucí Rockefeller Plaza 10 a vpravo uprostřed je vidět stavba Rockefeller Plaza 50.

Do roku 1936 bylo postaveno deset budov a přibližně 80 % stávajících prostor bylo pronajato. Budovy, které tvořily první fázi výstavby, byly International Building, čtyři malé obchodní budovy, budova RKO, divadlo Center, Music Hall, budova RCA a západní přístavba budovy RCA. Celková investice do centra do té doby činila asi 104,6 milionu dolarů (v roce 2019 asi 1,5 miliardy dolarů), která se skládala z 60 milionů dolarů z peněz Johna Rockefellera mladšího a 44,6 milionu dolarů od společnosti Metropolitan Life.

### Rozvoj zbývajících prázdných pozemků
Společnost Rockefeller Center Inc. potřebovala zastavět zbývající prázdné pozemky severního a jižního bloku. Pozoruhodné je, že jižní parcela byla využívána jako parkoviště a v té době byla největším parkovištěm ve městě. V roce 1936 projevila společnost Time Inc. zájem přestěhovat se ze svých kanceláří v Chrysler Building do většího sídla, protože právě začala vydávat svůj časopis Life. Správci Rockefellerova centra přesvědčili Time, aby se přestěhoval do navrhovaného mrakodrapu na části jižního prázdného pozemku, který se nacházel na Rockefellerově náměstí mezi 48. a 49. ulicí. Ocelové konstrukce této budovy byly zahájeny 25. září 1936 a dokončeny 28. listopadu, o třiačtyřicet pracovních dní později. Šestatřicetipodlažní budova Time & Life Building, jak se jí říkalo, byla otevřena 1. dubna 1937 spolu s posledním blokem Rockefeller Plaza přiléhajícím k budově, mezi 48. a 49. ulicí.
Vedení Rockefellerova centra jednalo s agenturou Associated Press o budově na severním prázdném pozemku, který zabírala rampa pro dodávky nákladních automobilů komplexu. Pozemek byl rezervován pro budovu Metropolitní opery, ale manažeři již nemohli čekat na jeho zástavbu a v roce 1937 byly plány na operu formálně zrušeny. Parcela byla plánována také jako místo pro hotel, ale i to bylo považováno za ekonomicky neúnosné. V lednu 1938 souhlasila tisková agentura Associated Press s pronájmem čtyř pater v budově na Rockefeller Plaza 50. Výměnou za to měla být budova přejmenována na jméno společnosti. Construction of the steelwork started in April 1938; after 29 working days, the 15-story structure was topped out on June 16. The Associated Press moved into 50 Rockefeller Plaza in December. Stavba ocelové konstrukce byla zahájena v dubnu 1938; po 29 pracovních dnech byla patnáctipatrová stavba 16. června završena. V prosinci se do budovy 50 Rockefeller Plaza nastěhovala tisková agentura Associated Press. Přítomnost Associated Press a Time Inc. rozšířila působnost Rockefellerova centra z čistě rozhlasového komunikačního komplexu na centrum rozhlasových i tištěných médií. V roce 1938 otevřela společnost Associated Press podél zatáčky rampy pro nákladní automobily pod budovou divadlo Guild, kde se promítaly zprávy.
Ve zbývající části komplexu nebylo možné postavit žádné menší budovy, protože požadavky nájemců vyžadovaly větší budovy. Navíc již nebylo možné vybudovat systém střešních zahrad, protože patnáctipatrová budova Associated Press byla mnohem vyšší než zahrady o výšce 7 až 11 pater na ostatních budovách, takže bylo velmi obtížné vytvořit systém zahrad bez použití mimořádně strmých mostů. Poslední pozemek v nejjižnějším bloku bylo třeba zastavět a uvažovalo se o několika nájemcích. Počátkem roku 1937 se manažeři centra obrátili na nizozemskou vládu s žádostí o možnou výstavbu šestnáctipatrového „Holland House“ na východní části pozemku. Nizozemská vláda k dohodě nepřistoupila kvůli problémům na domácí půdě, především kvůli sociálním nepokojům, které předcházely Hitlerově invazi do Nizozemska v roce 1940. Manažeři Rockefellerova centra však již jednali s Eastern Air Lines. Přestože nebyl vybrán definitivní nájemce, výkop pro šestnáctipatrovou budovu na Rockefeller Plaza 10 byl zahájen v říjnu 1938 a budova byla dokončena v dubnu 1939. Generální ředitel společnosti Eastern Air Lines Eddie Rickenbacker podepsal nájemní smlouvu až v červnu 1940. V té době byla budova 10 Rockefeller Plaza přejmenována na "Eastern Air Lines Building".

### Změna ve vedení
V této době se změnilo vedení Rockefellerova centra. V listopadu 1936 se John Todd objevil ve dvou článcích v New Yorkeru, které zdůrazňovaly jeho roli při výstavbě komplexu. Ve stejné době získával Nelson ve společnosti Rockefeller Center Inc. vliv a nesouhlasil téměř se všemi Toddovými návrhy. Nelsonův otec John se vzdával svých povinností, protože nejmladší syn rodiny Rockefellerů David se odstěhoval z rodinného domu na Západní 54. ulici 10 a John se nyní soustředil na svůj osobní život. V dubnu 1937 Todd svého rozhodnutí publikovat v The New Yorker litoval. V březnu 1938 se Nelson stal prezidentem společnosti Rockefeller Center Inc. Poté Todda propustil z funkce ředitele komplexu a na jeho místo jmenoval Hugha Robertsona. Nelson a Robertson se chtěli vyhnout stávkám dělníků, které by zpozdily dokončení stavby. Nelson, Robertson a dělnické odbory se dohodli na smlouvě, podle níž odbory nebudou stávkovat, Robertson nebude odboráře blokovat a oba budou souhlasit s arbitráží, pokud dojde k pracovnímu sporu. Rockefellerovo centrum bylo jedním z hlavních Nelsonových podnikatelských záměrů až do roku 1958, kdy byl zvolen guvernérem státu New York.
Byli najati pracovníci pro styk s veřejností, aby propagovali jednotlivé části komplexu, například zahrady a náměstí. Na východní straně Rockefellerova centra byla zřízena vyhlídková plošina a byl založen faceliftový "Klub chodníkových dozorců", aby si veřejnost mohla prohlédnout stavbu, přičemž členům klubu byly vydávány karty.

### Finální výstavba

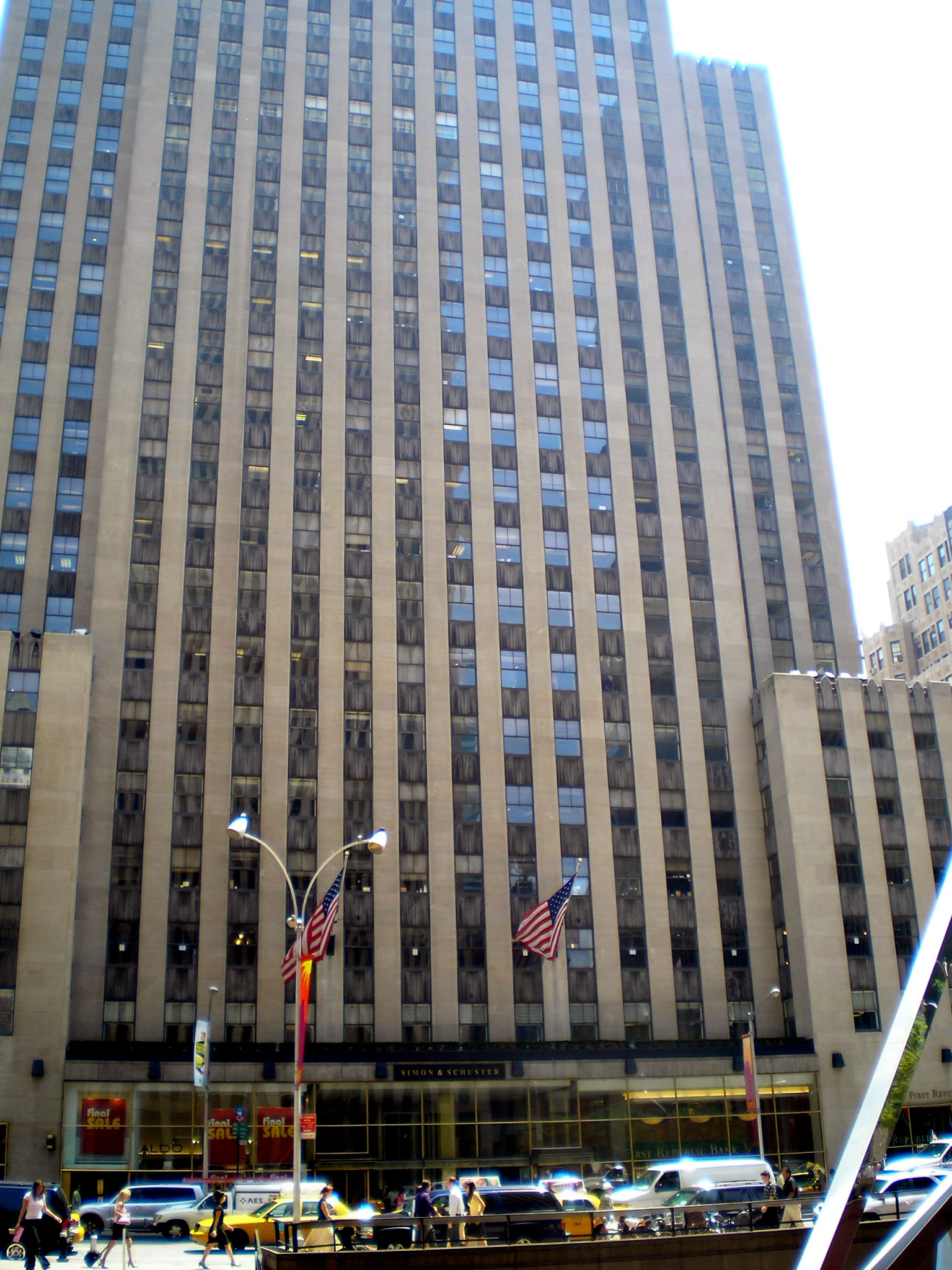
Budova U.S. Rubber Company (nyní Simon & Schuster Building), poslední budova původního komplexu, která byla postavena.

Západní polovina jižního pozemku byla dosud nezastavěná kvůli vnímaným negativním vlivům výškové budovy na Šesté avenue. (Nadzemní dráha byla zrušena počátkem prosince 1938, aby ji nahradilo metro IND na Šesté avenue, a následující rok byla zbourána.) Nakonec se podařilo přesvědčit společnost United States Rubber Company, aby se přestěhovala ze svého sídla na Columbus Circle do navrhované budovy 1230 Avenue of the Americas v Rockefellerově centru. Společnost si v nové budově pronajala jedenáct pater, což bylo o 35 000 čtverečních stop (3 300 m²) méně než v případě 12 pater, která si pronajala na Broadwayi 1790. Budova U.S. Rubber Company byla plánována jako zrcadlo budovy RKO, ale to nebylo možné, protože symetrická stavba by znamenala vybudování nákladné konzoly nad divadlem Center. Výkopové práce na staveništi budovy U.S. Rubber Company byly zahájeny v květnu 1939.
Komplex byl dokončen koncem října 1939. John Rockefeller mladší instaloval 1. listopadu 1939 slavnostní poslední nýt budovy, čímž bylo původní komplex Rockefellerova centra dokončen. Instalaci posledního nýtu doprovázel Rockefellerův slavnostní projev a mnoho zpráv o této události. Náměstí Rockefeller Plaza 10 však bylo oficiálně dokončeno až po svém vysvěcení v říjnu 1940. Ačkoli nizozemská vláda původně odmítla uzavřít dohodu o obsazení 10 Rockefeller Plaza, po otevření budovy do ní přestěhovala své exilové kanceláře.

## Pozdější realizace
Po dokončení původního komplexu začal Rockefeller hledat možnosti jeho rozšíření, přestože vypuknutí druhé světové války zastavilo téměř všechny civilní stavební projekty. V roce 1943 zakoupili manažeři komplexu pozemky a budovy na třech nárožích ulic v blízkosti komplexu. V roce 1944 Rockefellerovo centrum představilo plány na rozšíření na jihozápad a sever. V té době činila stávající pronajímatelná plocha komplexu 5,29 milionu čtverečních stop (491 000 m²), přičemž 99,7 % ploch bylo pronajato.

### 40. a 50. léta 20. století
Společnost Esso byla jedním z nájemců, kteří chtěli expandovat, a dala najevo, že si postaví vlastní kancelářskou věž, pokud pro ni správci Rockefellerova centra nepostaví budovu. V roce 1944 John Rockefeller mladší oficiálně schválil návrh společnosti Esso na výstavbu budovy na pozemku, který Rockefeller kontroloval a který se nacházel na severním konci Rockefeller Plaza. Správci pozemku chtěli na tomto pozemku nejprve postavit šestnáctipatrovou budovu za 2 miliony dolarů, ale Hugh Robertson, jediný zbývající architekt původního komplexu, prohlásil, že aby byla věž zisková, musí mít 36 pater. V únoru 1947 se rozestavěná budova Esso na severním konci stávajícího objektu stala součástí Rockefellerova centra poté, co bylo vlastnictví budovy převedeno z Haswin Corporation na Rockefeller Center, Inc. Třiatřicetipatrová budova Esso byla dokončena následující měsíc.
V roce 1949, tváří v tvář zmenšujícímu se počtu věřících, pronajala církev sv. Mikuláše budovu kostela společnosti Massachusetts Mutual Life Insurance Company, která si poté od Rockefeller Center pronajala tři sousedící pozemky pro plánovanou 28patrovou budovu. Fasáda nové budovy na Páté avenue by byla v 11. patře odsazena a fasáda uprostřed bloku na 49. ulici by nebránila výhledu z La Maison Francaise na druhé straně ulice, jak stanovila dohoda s manažery Rockefellerova centra. Církev se z pozemku na Páté avenue a 48. ulici odstěhovala a stará budova kostela byla následně zbourána. Výstavba budovy na Páté avenue 600 byla zahájena v roce 1950 a věž byla dokončena v roce 1952. Budova byla pojmenována po společnosti Sinclair Oil Company, která si pronajala osm pater. Přestože budovu 600 Fifth Avenue nerealizovala společnost Rockefeller Center Inc., mohla tato společnost v rámci dohody s Massachusetts Mutual diktovat celkový design budovy ve stylu art deco. Na oplátku si Massachusetts Mutual vymínila, že budova bude obsahovat vchod do podzemní haly Rockefellerova centra a že nájemní smlouvy na zbývající pozemky Williama Cromwella budou převedeny na Rockefellerovo centrum.
Malé divadlo Center Theatre bylo považováno za nadbytečné pro Radio City Music Hall a v posledních letech bylo využíváno jako vysílací prostor NBC a RCA. V roce 1953 se společnosti NBC a RCA rozšířily do kancelářských prostor v Rockefellerově centru 30, které Sinclair právě uvolnil. Po opuštění vysílacího studia oznámila společnost U.S. Rubber Company, že chce rozšířit svou kancelářskou budovu do prostor, které zabíralo nevyužívané divadlo. V říjnu 1953 bylo oznámeno, že divadlo bude zbouráno. Během demolice byla budova U.S. Rubber Building postavena na provizorních kůlech, přičemž kanceláře nad bývalým divadlem byly obývány i během demolice. Po bývalém divadle nezůstaly žádné stopy, protože přístavba budovy 1230 Avenue of the Americas zabírá stejný prostor jako původní budova.
Time-Life se chtěl rovněž rozšířit, protože jeho stávající prostory na Rockefeller Plaza 1 přestaly v roce 1953 stačit. V srpnu téhož roku koupila společnost Rockefeller Center Inc. pozemek na západní straně Šesté avenue mezi 50. a 51. ulicí. Manažeři Rockefellerova centra chtěli na tomto pozemku původně vybudovat další studio NBC nebo autosalon Ford. Svůj názor však změnili, když viděli potřeby společnosti Time Inc. na rozšíření: společnost chtěla mít své sídlo v jedné budově. Protože by do roku 1954 přerostly stávající prostory na Rockefeller Plaza 1, musela by se společnost přestěhovat jinam. Protože nechtěli přijít o nájemní místo pro Time Inc., najali správci komplexu kancelář Harrison & Abramovitz, kterou tvořili Wallace Harrison a Max Abramovitz, aby na nově získaném pozemku vytvořili plány budovy, v níž by mohly sídlit jak NBC, tak Time. Společnost NBC později od dohody odstoupila, protože její generální ředitel David Sarnoff nesouhlasil.
V roce 1956, dva roky po demolici divadla Center, oznámili úředníci výstavbu nové věže Time-Life Building na západní straně Šesté avenue mezi 50. a 51. ulicí. Budova o výšce 500 stop (150 m) a hodnotě 7 milionů dolarů (98,9 milionu dolarů v dolarech v roce 2019) měla zahrnovat napojení na stávající systém pasáží a na divadlo Roxy přímo na západě. Věž by vyrostla jako 48patrová deska s náměstím na východě a osmipatrovou přístavbou podél západní a severní strany. Jedna z dceřiných společností Rockefellerova centra, společnost Westprop Inc. koupila práva na užívání vzduchu k původnímu divadlu Roxy, které se nacházelo v sousedství, aby nová věž mohla vyhovět územnímu rozhodnutí z roku 1916. Společnosti Time Inc. a Rockefeller Center vytvořily společný podnik Rock-Time Inc., který by si mezi sebou rozdělil příjmy z pronájmu věže. Stavba ocelové konstrukce budovy Time-Life byla zahájena v dubnu 1958 a stavba vyvrcholila v listopadu téhož roku. Základní kámen budovy byl položen v červnu 1959, po dokončení konstrukce budovy, a první nájemníci se do věže začali stěhovat v prosinci 1959. and the first tenants began moving into the tower in December 1959.
V této době se v plánech počítalo s rozšířením Rockefellerova centra směrem na sever. Společnosti Rockefeller Center, Uris Buildings Corporation a Webb a Knapp vytvořily další společný podnik, Rock-Uris Corp. s cílem postavit západně od Rockefeller Center 75 hotel. Webb a Knapp se však potýkali s nedostatkem peněz a společný podnik zjistil, že hotel není nejvýhodnějším využitím pozemku. Místo toho se společný podnik rozhodl postavit na pozemku 43patrovou kancelářskou budovu ze skla a betonu s napojením na podzemní halu komplexu. V roce 1961 byla budova pojmenována po společnosti Sperry Corporation, která si v budoucí budově pronajala osm pater. Plánovaný hotel byl přesunut na jiné místo o dva bloky severněji, na západní stranu Šesté avenue mezi 53. a 54. ulicí. Z tohoto místa se stal hotel New York Hilton at Rockefeller Center, který byl otevřen v roce 1963. Název hotelu byl zavádějící, protože se nacházel mimo komplex a nebyl spojen s podzemním obchodním centrem. Obchodní centrum stejně nemohlo být rozšířeno, protože v cestě stálo metro na 53. ulici. Další rozšíření Rockefellerova centra na západní straně Šesté avenue, mezi Hiltonem a novou budovou Time-Life, nebylo možné, protože společnost Equitable Life Assurance Society postavila mezi oběma objekty věž.

### 60. a 70. léta 20. století

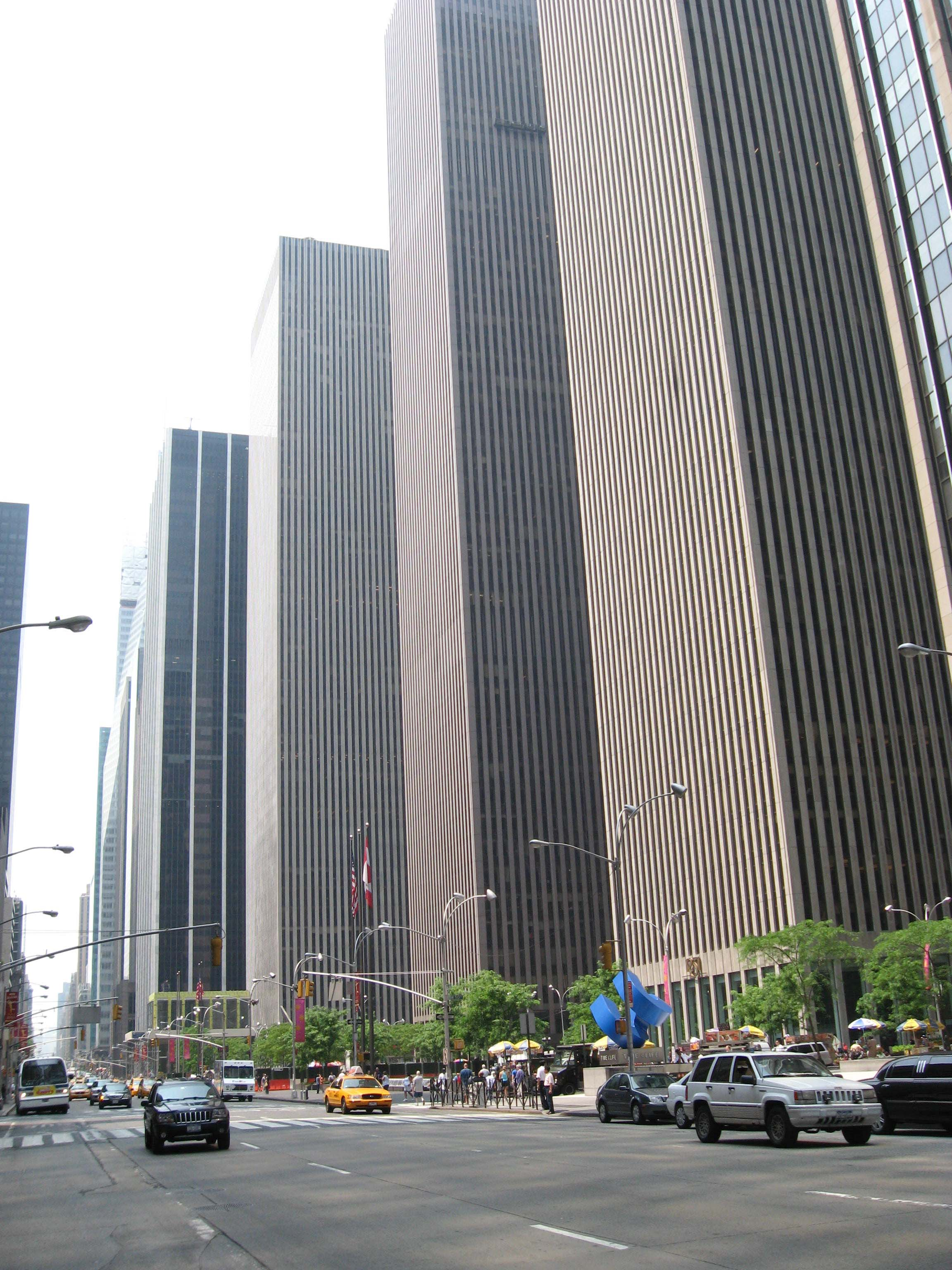
Tři budovy na Avenue of the Americas 1211–1251 byly otevřeny v letech 1971 až 1974.

V roce 1963 se představitelé společnosti Esso obrátili na Gustava Eyssella, který byl prezidentem společnosti Rockefeller Center Inc. od roku 1948, kdy odstoupil Hugh Robertson. Esso navrhlo Eyssellovi, aby schválil další budovu pro společnost, která již přerostla prostory, jež v Rockefellerově centru obývala. Eyssell se návrhem vážně zabýval, protože komplex nechtěl přijít o nájemce Esso a protože stávající nájemci komplexu požadovali dohromady 2 miliony čtverečních stop (190 000 m²) dalších prostor. Manažeři Rockefellerova centra znovu najali kancelář Harrison & Abramovitz, aby navrhla tři nové věže na západní straně Šesté avenue, přičemž jedna věž by měla stát na každém z bloků mezi 47. a 50. ulicí. Pozemky pro tyto tři navrhované budovy zakoupili manažeři v soukromých rukou. Současně vedli konzultace s velkými potenciálními nájemci a nakonec se jim podařilo podepsat smlouvy se společnostmi Esso, McGraw-Hill a Celanese jako s hlavními nájemci budov. Podle plánu se Esso (později přejmenované na Exxon) mělo nastěhovat do nejsevernější věže na Avenue of the Americas 1251, McGraw-Hill měl obsadit prostřední věž na 1221 a Celanese nejjižnější věž na 1211. Těmto budovám se říkalo "budovy XYZ", protože všechny tři věže si byly natolik podobné, že jejich umístění bylo možné zaměnit.
Plány kanceláře Harrison & Abramowitz byly ovlivněny několika konstrukčními prvky. Především si firma přála, aby před každou z nových budov Rockefellerova centra byla náměstí, přičemž vycházela ze svého nedávného návrhu Lincolnova centra múzických umění na Upper West Side, které obsahovalo několik budov kolem centrálního náměstí. Náměstí před novými budovami Rockefellerova centra by sloužila jako velký prostor pro setkávání, podobně jako spodní náměstí v původním komplexu. Původní Rockefellerovo centrum nezahrnovalo náměstí podél Šesté avenue, protože nadzemní trať by tyto prostory zastínila, ale nyní, když byla nadzemní trať na Šesté avenue zbourána, by náměstí nových budov doplnila otevřený prostor na straně komplexu na Šesté avenue. Jako bonus tato náměstí zrušila impozantní vizuální efekt budov na východní straně avenue, které se zvedaly přímo nad hranici pozemku a působily jako útesy. A konečně, podle revize územního rozhodnutí z roku 1916 z roku 1961 by začlenění veřejných prostranství umožnilo stavitelům věží zahrnout do každé budovy více kancelářských prostor.
Na rozdíl od starého komplexu, který musel vyhovět estetickým přáním Johna D. Rockefellera mladšího, nemusely být nové věže přehnaně krásné: současným manažerům Rockefellerova centra šlo spíše o funkčnost budov. Navrhovaný design nových věží však napínal vztahy mezi Harrisonem a Nelsonem Rockefellerem. To vyplynulo z ostrých recenzí médií na navrhovanou expanzi, kterou jeden kritik označil za „zlověstný Stonehenge ekonomického člověka“.
Zahájení stavby bránilo několik překážek. Především to byla skutečnost, že navrhovaná podlahová plocha nových budov byla větší, než povolovala rezoluce z roku 1961. Skupina Urban Design Group, oddělení newyorského odboru městského plánování, navrhla, aby věže zahrnovaly uzavřenou promenádu s obchodními prostory a také kino v jedné z budov. V budově McGraw-Hill mělo být v suterénu planetárium s kopulí nad úrovní terénu, které by provozovala dceřiná společnost, zatímco v budově Celanese mělo být kino. Ani jedna z těchto atrakcí nebyla ve skutečnosti postavena: prostor planetária byl obsazen malým divadlem poté, co společnost McGraw-Hill prodala svou dceřinou společnost s planetáriem, zatímco plán divadla byl zrušen kvůli nedostatku finančních prostředků a úpadku divadelního průmyslu v oblasti. Zahájení stavby se kvůli těmto byrokratickým požadavkům o několik let zpozdilo. Město nakonec projekt schválilo poté, co společnost Rockefeller Center Inc. slíbila vybudovat uzavřený chodník západně od budovy Celanese a také dva parky západně od budov Exxon a McGraw-Hill.
Plány na výstavbu nových budov byly oznamovány postupně v letech 1967 až 1970. Budova Exxon byla oznámena v srpnu 1967, followed by the McGraw-Hill Building in November 1967 budova McGraw-Hill v listopadu 1967 a budova Celanese v roce 1970. Komplikace nastaly, když se William A. Ruben, obyvatel 132 West 48th Street, který bydlel na místě plánované Celanese Building západně od Sixth Avenue, odmítl odstěhovat ze svého domu. Nakonec s přestěhováním souhlasil, a to v červenci 1968, kdy obdržel kompenzaci ve výši více než 22 000 dolarů (v přepočtu 163 700 dolarů v roce 2020). The construction process was further hampered by labor strikes. During mid-1969, workers on the Exxon and McGraw-Hill Buildings went on strike. Výstavbu dále ztěžovaly dělnické stávky. V polovině roku 1969 stávkovali dělníci na stavbě budov Exxon a McGraw-Hill. O tři roky později, v červenci 1972, stávkovali více než měsíc stavební dělníci na několika projektech po celém městě, včetně budovy Celanese.
Budova společnosti Exxon, nejsevernější ze tří věží, byla dokončena jako první v roce 1971. Tato 54patrová věž měla 2 101 115 čtverečních stop (195 200 m²) kancelářských ploch. Po ní následovala v roce 1973 středová věž McGraw-Hill Building. Tato 51patrová budova měla 2 199 982 čtverečních stop (204 385 m²) kancelářských ploch. Jako poslední byla v roce 1974 otevřena nejjižnější věž Celanese Building. Tato 45patrová budova měla 1 854 912 čtverečních stop (172 327 m²) kancelářských ploch. Po dokončení poslední budovy se centrum rozkládalo na ploše 22 akrů (8,9 ha) a obsahovalo přibližně 17 milionů čtverečních stop (1,6 milionu m²) kancelářských ploch v 19 budovách.